# Danh sách nước theo ngôn ngữ nói
Đây là danh sách các nước và vùng lãnh thổ theo ngôn ngữ sử dụng, hay ngôn ngữ nói.
Do tính phổ biến của các ngôn ngữ khác nhau, nên việc xếp mục lục không hẳn theo hệ thống phân loại ngôn ngữ. Các ngôn ngữ trong Top 30 về số người nói trên thế giới được tô nền lục nhạt.

## Ngữ hệ Nam Á(Austroasiatic)
| Tiếng                   | Nước         | Mức độ                                 |
| ----------------------- | ------------ | -------------------------------------- |
| Tiếng Ba Na             | Việt Nam     | thiểu số, 228 ngàn ở trung VN.         |
| Tiếng Bru               | Việt Nam     | thiểu số, 74 ngàn người Bru - Vân Kiều |
| Tiếng Bru               | Lào          | thiểu số, 69 ngàn ở Nam Lào.           |
| Tiếng Bru               | Thái Lan     | thiểu số                               |
| Tiếng Khasi             | Ấn Độ        | ngôn ngữ chính thức ở Meghalaya        |
| Tiếng Khmer             | Campuchia    | chính thức                             |
| Tiếng Khmer             | Việt Nam     | thiểu số, 1,26 tr. ở nam VN.           |
| Tiếng Khmer             | Thái Lan     | thiểu số                               |
| Tiếng Khmer             | Hoa Kỳ       | thiểu số                               |
| Tiếng Khmer             | Pháp         | thiểu số                               |
| Tiếng Khơ Mú (Khmu)     | Lào          | thiểu số, 621 ngàn                     |
| Tiếng Khơ Mú (Khmu)     | Việt Nam     | thiểu số, 73 ngàn                      |
| Tiếng Khơ Mú (Khmu)     | Thái Lan     | thiểu số, 10 ngàn                      |
| Tiếng Khơ Mú (Khmu)     | Trung Quốc   | thiểu số                               |
| Tiếng Kuy               | Thái Lan     | thiểu số, 300 ngàn ở đông bắc          |
| Tiếng Kuy               | Lào          | thiểu số, 64 ngàn ở nam Lào.           |
| Tiếng Kuy               | Campuchia    | thiểu số, 15 ngàn                      |
| Tiếng M'Nông (Mnong)    | Việt Nam     | thiểu số                               |
| Tiếng M'Nông (Mnong)    | Campuchia    | thiểu số                               |
| Tiếng Môn               | Myanmar      | ngôn ngữ vùng được thừa nhận           |
| Tiếng Môn               | Thái Lan     | thiểu số                               |
| Tiếng Mường             | Việt Nam     | (Muong), thiểu số, 1,6 tr. người       |
| Tiếng Việt (Vietnamese) | Việt Nam     | chính thức                             |
| Tiếng Việt (Vietnamese) | Cộng hòa Séc | thiểu số được công nhận                |
| Tiếng Việt (Vietnamese) | Campuchia    | thiểu số, 0.6 tr. người                |
| Tiếng Việt (Vietnamese) | Canada       | thiểu số, 0.22 tr. người               |
| Tiếng Việt (Vietnamese) | Úc           | thiểu số, 0.21 tr. người               |
| Tiếng Việt (Vietnamese) | Pháp         | thiểu số, 0.3 tr. người                |
| Tiếng Việt (Vietnamese) | Lào          | thiểu số, 0.1 tr. người                |
| Tiếng Việt (Vietnamese) | Hoa Kỳ       | thiểu số                               |
| Tiếng Wa                | Myanmar      | thiểu số, 0.9 tr. ở Shan               |
| Tiếng Wa                | Trung Quốc   | thiểu số, 0.4 tr. ở Vân Nam.           |

## Ngữ hệ H'Mông-Miền
Ngữ hệ này từng được xếp là thành phần của Ngữ hệ Hán-Tạng (Sino-Tibetan). 
| Tiếng                         | Nước              | Mức độ   |
| ----------------------------- | ----------------- | -------- |
| Tiếng H'Mông (Mèo; Miao)      | Trung Quốc        | thiểu số |
| Tiếng H'Mông (Mèo; Miao)      | Việt Nam          | thiểu số |
| Tiếng H'Mông (Mèo; Miao)      | Lào               | thiểu số |
| Tiếng H'Mông (Mèo; Miao)      | Thái Lan          | thiểu số |
| Tiếng H'Mông (Mèo; Miao)      | Hoa Kỳ            | thiểu số |
| Tiếng H'Mông (Mèo; Miao)      | Úc                | thiểu số |
| Tiếng H'Mông (Mèo; Miao)      | Guyane thuộc Pháp | thiểu số |
| Tiếng Dao (Miền; Yao, Mienic) | Trung Quốc        | thiểu số |
| Tiếng Dao (Miền; Yao, Mienic) | Việt Nam          | thiểu số |
| Tiếng Dao (Miền; Yao, Mienic) | Lào               | thiểu số |
| Tiếng Dao (Miền; Yao, Mienic) | Thái Lan          | thiểu số |

## Ngữ hệ Tai-Kadai
| Tiếng             | Nước       | Mức độ                                                             |
| ----------------- | ---------- | ------------------------------------------------------------------ |
| Tiếng Bố Y (Giáy) | Trung Quốc | thiểu số, 2,6 triệu người ở nam TQ                                 |
| Tiếng Bố Y (Giáy) | Việt Nam   | thiểu số, 59 ngàn người ở bắc VN                                   |
| Tiếng Lào         | Lào        | chính thức                                                         |
| Tiếng Lào         | Thái Lan   | thiểu số, được gọi là tiếng Isan, 20 tr. người ở miền bắc và đông. |
| Tiếng Thái        | Thái Lan   | chính thức                                                         |
| Tiếng Thái        | Việt Nam   | thiểu số, 1,6 tr., phương ngữ người Thái, ở vùng tây bắc VN        |
| Tiếng Thái        | Trung Quốc | thiểu số, 1,2 tr. người Thái (Dai), phương ngữ Tai Lü & Tai Nüa    |
| Tiếng Thái        | Myanmar    | thiểu số                                                           |
| Tiếng Shan        | Myanmar    | thiểu số, đa số ở bang Shan                                        |
| Tiếng Shan        | Thái Lan   | thiểu số, ở vùng tây bắc                                           |
| Tiếng Tày         | Việt Nam   | thiểu số, 1,5 tr. người ở bắc VN.                                  |
| Tiếng Nùng        | Việt Nam   | thiểu số, 0,9 tr. người ở bắc VN.                                  |
| Tiếng Tráng       | Trung Quốc | (Zhuang), thiểu số, 18 tr. người ở nam TQ.                         |

## Ngữ hệ Ấn-Âu(Indo-European)
| Tiếng         | Nước          | Mức độ                                                                                   |
| ------------- | ------------- | ---------------------------------------------------------------------------------------- |
| Tiếng Albania | Albania       | ngôn ngữ chính thức                                                                      |
| Tiếng Albania | Kosovo        | ngôn ngữ chính thức                                                                      |
| Tiếng Albania | Bắc Macedonia | ngôn ngữ chính thức                                                                      |
| Tiếng Albania | Ý             | thiểu số đáng kể, cũng như Arbëreshë                                                     |
| Tiếng Albania | Hy Lạp        | thiểu số đáng kể, cũng như Arvanitika                                                    |
| Tiếng Albania | Montenegro    | thiểu số                                                                                 |
| Tiếng Albania | Serbia        | thiểu số                                                                                 |
| Tiếng Albania | România       | thiểu số                                                                                 |
| Tiếng Albania | Thụy Sĩ       | thiểu số                                                                                 |
| Tiếng Hy Lạp  | Hy Lạp        | chính thức                                                                               |
| Tiếng Hy Lạp  | Síp           | đồng chính thức với tiếng Thổ Nhĩ Kỳ                                                     |
| Tiếng Hy Lạp  | Albania       | thiểu số đáng kể, đồng chính thức với tiếng Albania ở Himara, Dropull, Finiq và Derviçan |
| Tiếng Hy Lạp  | Bắc Macedonia | thiểu số                                                                                 |
| Tiếng Hy Lạp  | Nga           | thiểu số                                                                                 |
| Tiếng Hy Lạp  | Ukraina       | thiểu số                                                                                 |
| Tiếng Hy Lạp  | Thổ Nhĩ Kỳ    | thiểu số                                                                                 |
| Tiếng Hy Lạp  | Ý             | thiểu số                                                                                 |
| Tiếng Hy Lạp  | Armenia       | thiểu số                                                                                 |
| Tiếng Hy Lạp  | România       | thiểu số                                                                                 |
| Tiếng Hy Lạp  | Hungary       | thiểu số                                                                                 |
| Tiếng Hy Lạp  | Syria         | thiểu số                                                                                 |
| Tiếng Hy Lạp  | Hoa Kỳ        | thiểu số                                                                                 |

### Tiếng Armenia
| Châu lục | Nước        | Mức độ           |
| -------- | ----------- | ---------------- |
| Châu Á   | Armenia     | chính thức       |
| Châu Á   | Gruzia      | thiểu số đáng kể |
| Châu Á   | Síp         | thiểu số         |
| Châu Á   | Iran        | thiểu số         |
| Châu Á   | Israel      | thiểu số         |
| Châu Á   | Liban       | thiểu số         |
| Châu Á   | Syria       | thiểu số         |
| Châu Á   | Thổ Nhĩ Kỳ  | thiểu số         |
| Châu Âu  | Pháp        | thiểu số         |
| Châu Âu  | Anh Quốc    | thiểu số         |
| Châu Âu  | Tây Ban Nha | thiểu số         |
| Châu Âu  | Hy Lạp      | thiểu số         |
| Châu Âu  | Nga         | thiểu số         |
| Bắc Mỹ   | Hoa Kỳ      | thiểu số         |
| Nam Mỹ   | Argentina   | thiểu số         |
| Nam Mỹ   | Brasil      | thiểu số         |

### Nhóm ngôn ngữ Baltic
| Tiếng          | Nước   | Mức độ                          |
| -------------- | ------ | ------------------------------- |
|                | Canada | không chính thức, nói ở Canada  |
| Tiếng Latgalia | Latvia | không chính thức, nói ở Latgale |
| Tiếng Latgalia | Nga    | thiểu số đáng kể ở Siberia      |
| Tiếng Latvia   | Latvia | chính thức                      |
| Tiếng Litva    | Litva  | chính thức                      |
| Tiếng Litva    | Ba Lan | thiểu số, đa số ở Puńsk         |
| Tiếng Litva    | Latvia | thiểu số                        |

### Ngữ tộc Celt
| Tiếng                                 | Nước      | Mức độ                                                         |
| ------------------------------------- | --------- | -------------------------------------------------------------- |
| Tiếng Breton                          | Pháp      | thiểu số ở Bretagne, nhưng không chính thức                    |
| Tiếng Cornwall                        | Anh Quốc  | Cornish, thiểu số ở Cornwall, nhưng không chính thức           |
| Tiếng Ireland                         | Ireland   | đồng chính thức với tiếng Anh                                  |
| Tiếng Ireland                         | Anh Quốc  | thiểu số và chính thức ở Bắc Ireland                           |
| Tiếng Ireland                         | Hoa Kỳ    | thiểu số                                                       |
| Tiếng Man                             | Đảo Man   | thiểu số                                                       |
| Tiếng Gael Scotland (Scottish Gaelic) | Anh Quốc  | thiểu số đáng kể ở Scotland                                    |
| Tiếng Gael Scotland (Scottish Gaelic) | Canada    | thiểu số ở Nova Scotia                                         |
| Tiếng Gael Scotland (Scottish Gaelic) | Hoa Kỳ    | thiểu số                                                       |
| Tiếng Wales (Welsh)                   | Anh Quốc  | được 20% cư dân Wales sử dụng và đồng chính thức với tiếng Anh |
| Tiếng Wales (Welsh)                   | Argentina | thiểu số đáng kể ở Chubut                                      |
| Tiếng Wales (Welsh)                   | Hoa Kỳ    | thiểu số                                                       |

### Nhóm ngôn ngữ German

#### Tiếng Anh
Tiếng Anh thuộc Nhóm ngôn ngữ German. Xem thêm: Danh sách các nước sử dụng tiếng Anh và Danh sách các nước có tiếng Anh là ngôn ngữ chính thức. 
| Châu lục                    | Nước                                 | Mức độ                                                               |
| --------------------------- | ------------------------------------ | -------------------------------------------------------------------- |
| Châu Phi                    | Gambia                               | chính thức                                                           |
| Châu Phi                    | Ghana                                | chính thức                                                           |
| Châu Phi                    | Liberia                              | chính thức                                                           |
| Châu Phi                    | Malawi                               | chính thức                                                           |
| Châu Phi                    | Mauritius                            | chính thức                                                           |
| Châu Phi                    | Namibia                              | chính thức                                                           |
| Châu Phi                    | Niger                                | chính thức                                                           |
| Châu Phi                    | Sierra Leone                         | chính thức                                                           |
| Châu Phi                    | Nam Sudan                            | chính thức                                                           |
| Châu Phi                    | Zambia                               | chính thức                                                           |
| Châu Phi                    | Zimbabwe                             | chính thức                                                           |
| Châu Phi                    | Botswana                             | đồng chính thức với tiếng Tswana                                     |
| Châu Phi                    | Cameroon                             | đồng chính thức với tiếng Pháp                                       |
| Châu Phi                    | Kenya                                | đồng chính thức với tiếng Swahili                                    |
| Châu Phi                    | Uganda                               | đồng chính thức với tiếng Swahili                                    |
| Châu Phi                    | Lesotho                              | đồng chính thức với tiếng Sotho                                      |
| Châu Phi                    | Rwanda                               | đồng chính thức với tiếng Rwanda và tiếng Pháp                       |
| Châu Phi                    | Seychelles                           | đồng chính thức với tiếng Pháp và Seychellois Creole                 |
| Châu Phi                    | Nam Phi                              | đồng chính thức với 10 ngôn ngữ khác                                 |
| Châu Phi                    | Eswatini                             | đồng chính thức với tiếng Swazi                                      |
| Châu Á                      | Sri Lanka                            | đồng chính thức                                                      |
| Châu Á                      | Liban                                | thiểu số đáng kể                                                     |
| Châu Á                      | Bahrain                              | không chính thức                                                     |
| Châu Á                      | Ấn Độ                                | đồng chính thức với 21 ngôn ngữ khác                                 |
| Châu Á                      | Pakistan                             | đồng chính thức với Urdu                                             |
| Châu Á                      | Philippines                          | đồng chính thức với tiếng Filipino, và là ngôn ngữ chính thức bổ trợ |
| Châu Á                      | Singapore                            | đồng chính thức với tiếng Tamil, tiếng Trung, và tiếng Mã Lai        |
| Châu Á                      | Malaysia                             | đồng chính thức với tiếng Tamil, tiếng Trung, và tiếng Mã Lai        |
| Châu Á                      | Bangladesh                           | de facto đồng chính thức với tiếng Bengal                            |
| Châu Á                      | Brunei                               | đồng chính thức với tiếng Trung, và tiếng Mã Lai                     |
| Châu Âu                     | Ireland                              | đồng chính thức với tiếng Ireland, xem Hiberno-English               |
| Châu Âu                     | Anh Quốc                             | đồng chính thức với tiếng Wales, xem tiếng Anh Anh                   |
| Châu Âu                     | Malta                                | đồng chính thức với tiếng Malta                                      |
| Bắc Mỹ                      | Antigua và Barbuda                   | chính thức                                                           |
| Bắc Mỹ                      | Bahamas                              | chính thức                                                           |
| Bắc Mỹ                      | Barbados                             | chính thức                                                           |
| Bắc Mỹ                      | Belize                               | chính thức                                                           |
| Bắc Mỹ                      | Dominica                             | chính thức                                                           |
| Bắc Mỹ                      | Grenada                              | chính thức                                                           |
| Bắc Mỹ                      | Saint Kitts và Nevis                 | chính thức                                                           |
| Bắc Mỹ                      | Saint Lucia                          | chính thức                                                           |
| Bắc Mỹ                      | Saint Vincent và Grenadines          | chính thức                                                           |
| Bắc Mỹ                      | Trinidad và Tobago                   | chính thức                                                           |
| Bắc Mỹ                      | Canada                               | chính thức, xem tiếng Anh Canada                                     |
| Bắc Mỹ                      | Jamaica                              | chính thức, xem tiếng Anh Jamaica                                    |
| Bắc Mỹ                      | Hoa Kỳ                               | de facto, xem tiếng Anh Mỹ                                           |
| Nam Mỹ                      | Guyana                               | chính thức                                                           |
| Châu Đại Dương              | Úc                                   | de facto, xem tiếng Anh Úc                                           |
| Châu Đại Dương              | Fiji                                 | đồng chính thức với tiếng Fiji và tiếng Hindi-Urdu (Hindustani)      |
| Châu Đại Dương              | Kiribati                             | đồng chính thức với tiếng Gilbert                                    |
| Châu Đại Dương              | Quần đảo Marshall                    | đồng chính thức với tiếng Marshall                                   |
| Châu Đại Dương              | Liên bang Micronesia                 |                                                                      |
| Châu Đại Dương              | Nauru                                | de facto                                                             |
| Châu Đại Dương              | New Zealand                          | đồng chính thức với tiếng Māori; xem thêm tiếng Anh New Zealand      |
| Châu Đại Dương              | Palau                                | đồng chính thức với tiếng Palau                                      |
| Châu Đại Dương              | Papua New Guinea                     | đồng chính thức với Tok Pisin và tiếng Hiri Motu                     |
| Châu Đại Dương              | Quần đảo Solomon                     | chính thức                                                           |
| Châu Đại Dương              | Vanuatu                              | đồng chính thức với Bislama và tiếng Pháp                            |
| Các vùng lãnh thổ phụ thuộc | Anguilla                             | chính thức                                                           |
| Các vùng lãnh thổ phụ thuộc | Bermuda                              | chính thức                                                           |
| Các vùng lãnh thổ phụ thuộc | Quần đảo Virgin (Anh)                | chính thức                                                           |
| Các vùng lãnh thổ phụ thuộc | Quần đảo Cayman                      | chính thức                                                           |
| Các vùng lãnh thổ phụ thuộc | Đảo Giáng Sinh                       | chính thức                                                           |
| Các vùng lãnh thổ phụ thuộc | Quần đảo Falkland                    | chính thức                                                           |
| Các vùng lãnh thổ phụ thuộc | Gibraltar                            | chính thức                                                           |
| Các vùng lãnh thổ phụ thuộc | Guernsey                             | chính thức                                                           |
| Các vùng lãnh thổ phụ thuộc | Đảo Man                              | chính thức                                                           |
| Các vùng lãnh thổ phụ thuộc | Jersey                               | chính thức                                                           |
| Các vùng lãnh thổ phụ thuộc | Montserrat                           | chính thức                                                           |
| Các vùng lãnh thổ phụ thuộc | Saint Helena                         | chính thức                                                           |
| Các vùng lãnh thổ phụ thuộc | Nam Georgia và Quần đảo Nam Sandwich | chính thức                                                           |
| Các vùng lãnh thổ phụ thuộc | Quần đảo Turks và Caicos             | chính thức                                                           |
| Các vùng lãnh thổ phụ thuộc | Quần đảo Virgin (Mỹ)                 | chính thức                                                           |
| Các vùng lãnh thổ phụ thuộc | Samoa thuộc Mỹ                       | đồng chính thức với tiếng Samoa                                      |
| Các vùng lãnh thổ phụ thuộc | Lãnh thổ Ấn Độ Dương (Anh)           | de facto British Indian Ocean Territory                              |
| Các vùng lãnh thổ phụ thuộc | Quần đảo Cook                        | đồng chính thức với tiếng Māori quần đảo Cook                        |
| Các vùng lãnh thổ phụ thuộc | Guam                                 | đồng chính thức với tiếng Chamorro                                   |
| Các vùng lãnh thổ phụ thuộc | Hồng Kông                            | đồng chính thức với tiếng Trung                                      |
| Các vùng lãnh thổ phụ thuộc | Đảo Norfolk                          | đồng chính thức với tiếng Norfuk                                     |
| Các vùng lãnh thổ phụ thuộc | Quần đảo Bắc Mariana                 | đồng chính thức với tiếng Chamorro và tiếng Caroline                 |
| Các vùng lãnh thổ phụ thuộc | Quần đảo Pitcairn                    | đồng chính thức với tiếng Pitkern                                    |
| Các vùng lãnh thổ phụ thuộc | Puerto Rico                          | đồng chính thức với tiếng Tây Ban Nha                                |

#### Tiếng Đức
Tiếng Đức là ngôn ngữ đặc trưng điển hình của Nhóm ngôn ngữ Germanic 
| Châu lục      | Nước                                                         | Mức độ                             |
| ------------- | ------------------------------------------------------------ | ---------------------------------- |
| Châu Âu       |                                                              |                                    |
| Áo            | chính thức                                                   |                                    |
| Đức           | chính thức                                                   |                                    |
| Liechtenstein | chính thức                                                   |                                    |
| Thụy Sĩ       | đồng chính thức với tiếng Pháp và tiếng Ý                    |                                    |
| Hungary       | đồng chính thức với tiếng Hung ở Sopron                      |                                    |
| Ý             | đồng chính thức với tiếng Ý ở Nam Tirol                      |                                    |
| Luxembourg    | đồng chính thức với tiếng Pháp và tiếng Luxembourg           |                                    |
| Ba Lan        | đồng chính thức ngôn ngữ khác ở Opolskie (Opole Voivodeship) |                                    |
| Thành Vatican | chính thức với ngôn ngữ khác ở Vệ binh Thụy Sĩ (Swiss Guard) |                                    |
| Pháp          | thiểu số ở Alsace và Lorraine                                |                                    |
| Bỉ            | thiểu số                                                     |                                    |
| Cộng hòa Séc  | thiểu số                                                     |                                    |
| Đan Mạch      | thiểu số                                                     |                                    |
| România       | thiểu số                                                     |                                    |
| Nga           | thiểu số                                                     |                                    |
| Châu Phi      | Namibia                                                      | đồng chính thức là ngôn ngữ bổ trợ |
| Châu Á        | Kazakhstan                                                   | thiểu số                           |
| Bắc Mỹ        | Hoa Kỳ                                                       | thiểu số                           |
| Nam Mỹ        | Argentina                                                    | thiểu số                           |
| Nam Mỹ        | Brasil                                                       | thiểu số                           |
| Nam Mỹ        | Chile                                                        | thiểu số                           |

#### Tiếng Hà Lan
Tiếng Hà Lan thuộc Nhóm ngôn ngữ Germanic 
| Châu lục | Nước                                        | Mức độ                                            |
| -------- | ------------------------------------------- | ------------------------------------------------- |
| Châu Âu  |                                             |                                                   |
| Hà Lan   | chính thức                                  |                                                   |
| Bỉ       | đồng chính thức với tiếng Pháp và tiếng Đức |                                                   |
| Pháp     | ở La Flandre française                      |                                                   |
| Đức      | ở vùng hạ sông Rhine (Niederrhein)          |                                                   |
| Châu Phi | Nam Phi                                     | thiểu số, cùng với tiếng Afrikaans                |
| Châu Á   | Indonesia                                   | thiểu số, do lịch sử thời thuộc địa               |
| Bắc Mỹ   | Aruba                                       | đồng chính thức với tiếng Papiamento              |
| Bắc Mỹ   | Curaçao                                     | đồng chính thức với tiếng Anh và tiếng Papiamento |
| Bắc Mỹ   | Sint Maarten                                | đồng chính thức với tiếng Anh                     |
| Bắc Mỹ   | Hoa Kỳ                                      | thiểu số, ở Michigan và Indiana                   |
| Nam Mỹ   | Suriname                                    | chính thức                                        |
| Nam Mỹ   | Guyane thuộc Pháp                           | không chính thức, nói ở Saint-Laurent-du-Maroni   |

#### Các ngôn ngữ Germanic khác
| Tiếng                                | Nước           | Mức độ                                                     |
| ------------------------------------ | -------------- | ---------------------------------------------------------- |
| Tiếng Afrikaans                      | Nam Phi        | đồng chính thức với 10 tiếng khác                          |
| Tiếng Afrikaans                      | Namibia        | không chính thức                                           |
| Tiếng Afrikaans                      | Hoa Kỳ         | thiểu số                                                   |
| Tiếng Afrikaans                      | Hà Lan         | thiểu số                                                   |
| Tiếng Afrikaans                      | Anh Quốc       | thiểu số                                                   |
| Tiếng Afrikaans                      | Đức            | thiểu số                                                   |
| Tiếng Afrikaans                      | Bỉ             | thiểu số                                                   |
| Tiếng Afrikaans                      | Úc             | thiểu số                                                   |
| Tiếng Afrikaans                      | Argentina      | thiểu số                                                   |
| Tiếng Alsatia                        | Pháp           | ngôn ngữ vùng ở Alsace                                     |
| Tiếng Đan Mạch                       | Đan Mạch       | chính thức                                                 |
| Tiếng Đan Mạch                       | Đức            | tại Schleswig-Holstein, thiểu số được công nhận chính thức |
| Tiếng Đan Mạch                       | Quần đảo Faroe | đồng chính thức với tiếng Faroe                            |
| Tiếng Đan Mạch                       | Greenland      | thiểu số                                                   |
| Tiếng Đan Mạch                       | Iceland        | thiểu số                                                   |
| Tiếng Faroe                          | Quần đảo Faroe | đồng chính thức với tiếng Đan Mạch                         |
| Tiếng Faroe                          | Đan Mạch       | không chính thức                                           |
| Tiếng Frisia                         | Đan Mạch       | thiểu số                                                   |
| Tiếng Frisia                         | Đức            | thiểu số được công nhận chính thức                         |
| Tiếng Frisia                         | Hà Lan         | thiểu số ở Friesland                                       |
| Tiếng Iceland                        | Iceland        | chính thức                                                 |
| Tiếng Iceland                        | Đan Mạch       | thiểu số                                                   |
| Tiếng Hạ Đức (Low German, Low Saxon) | Đức            | (Niederdeutsch) được công nhận là ngôn ngữ vùng            |
| Tiếng Hạ Đức (Low German, Low Saxon) | Hà Lan         | (Nederduits), được công nhận là ngôn ngữ vùng              |
| Tiếng Hạ Đức (Low German, Low Saxon) | México         | thiểu số được công nhận                                    |
| Tiếng Hạ Đức (Low German, Low Saxon) | Bolivia        | thiểu số được công nhận                                    |
| Tiếng Hạ Đức (Low German, Low Saxon) | Paraguay       | thiểu số được công nhận                                    |
| Tiếng Na Uy                          | Na Uy          | chính thức, gồm cả Svalbard và Jan Mayen                   |
| Tiếng Scots                          | Scotland       | thiểu số ở Scotland                                        |
| Tiếng Scots                          | Ireland        | thiểu số ở Ireland                                         |
| Tiếng Thụy Điển                      | Thụy Điển      | chính thức                                                 |
| Tiếng Thụy Điển                      | Quần đảo Åland | chính thức                                                 |
| Tiếng Thụy Điển                      | Phần Lan       | đồng chính thức với tiếng Phần Lan                         |
| Tiếng Thụy Điển                      | Estonia        | thiểu số                                                   |

### Ngữ chi Iran
| Tiếng                 | Nước                    | Mức độ                                                                      |
| --------------------- | ----------------------- | --------------------------------------------------------------------------- |
| Tiếng Baloch          | Pakistan                | đa số ở Balochistan                                                         |
| Tiếng Baloch          | Iran                    | thiểu số đáng kể ở tỉnh Sistan và Baluchestan                               |
| Tiếng Baloch          | Afghanistan             | thiểu số                                                                    |
| Tiếng Baloch          | Các TVQ Arab Thống nhất | thiểu số                                                                    |
| Tiếng Ba Tư (Persian) | Iran                    | chính thức                                                                  |
| Tiếng Ba Tư (Persian) | Afghanistan             | đồng chính thức như tiếng Dari và tiếng Pashtun                             |
| Tiếng Ba Tư (Persian) | Iraq                    | thiểu số đáng kể                                                            |
| Tiếng Ba Tư (Persian) | Tajikistan              | chính thức như tiếng Tajik                                                  |
| Tiếng Ba Tư (Persian) | Bahrain                 | thiểu số                                                                    |
| Tiếng Ba Tư (Persian) | Đức                     | thiểu số                                                                    |
| Tiếng Ba Tư (Persian) | Pakistan                | thiểu số                                                                    |
| Tiếng Ba Tư (Persian) | Qatar                   | thiểu số                                                                    |
| Tiếng Ba Tư (Persian) | Nga                     | thiểu số                                                                    |
| Tiếng Ba Tư (Persian) | Các TVQ Arab Thống nhất | thiểu số                                                                    |
| Tiếng Ba Tư (Persian) | Hoa Kỳ                  | thiểu số                                                                    |
| Tiếng Ba Tư (Persian) | Uzbekistan              | thiểu số                                                                    |
| Tiếng Tajik           | Tajikistan              | chính thức                                                                  |
| Tiếng Tajik           | Afghanistan             | thiểu số đáng kể                                                            |
| Tiếng Tajik           | Iran                    | thiểu số                                                                    |
| Tiếng Tajik           | Kazakhstan              | thiểu số                                                                    |
| Tiếng Tajik           | Kyrgyzstan              | thiểu số                                                                    |
| Tiếng Tajik           | Pakistan                | thiểu số                                                                    |
| Tiếng Tajik           | Uzbekistan              | thiểu số                                                                    |
| Tiếng Tajik           | Trung Quốc              | thiểu số                                                                    |
| Tiếng Tajik           | Turkmenistan            | thiểu số                                                                    |
| Tiếng Tajik           | Nga                     | thiểu số                                                                    |
| Tiếng Kurd            | Iran                    | khu vực                                                                     |
| Tiếng Kurd            | Iraq                    | đồng chính thức cùng Tiếng Ả Rập                                            |
| Tiếng Kurd            | Armenia                 | thiểu số được công nhận                                                     |
| Tiếng Kurd            | Syria                   | thiểu số đáng kể                                                            |
| Tiếng Kurd            | Thổ Nhĩ Kỳ              | thiểu số đáng kể                                                            |
| Tiếng Mazandarani     | Iran                    | không chính thức ở Mazandaran                                               |
| Tiếng Pashtun         | Afghanistan             | đồng chính thức cùng tiếng Dari                                             |
| Tiếng Pashtun         | Pakistan                | đa số ở Khyber Pakhtunkhwa và Những Khu vực Bộ lạc Liên bang Quản lý (FATA) |
| Tiếng Pashtun         | Iran                    | thiểu số                                                                    |
| Tiếng Pashtun         | Các TVQ Arab Thống nhất | thiểu số                                                                    |

### Ngữ chi Indo-Arya

#### Tiếng Bengal
Tiếng Bengal thuộc nhóm ngôn ngữ Assam-Bengal, ngữ chi Ấn-Arya. 
| Châu lục                | Nước | Mức độ                         |
| ----------------------- | --- | ------------------------------ |
| Châu Á                  | |                                |
| Bangladesh              | chính thức |                                |
| Ấn Độ                   | chính thức, cùng với 21 tiếng khác ở Tây Bengal, Tripura, Assam, thiểu số đáng kể ở Bihar, Jharkhand và Odisha |                                |
| Ả Rập Xê Út             | thiểu số đáng kể                                                                                               |                                |
| Các TVQ Arab Thống nhất | thiểu số đáng kể                                                                                               |                                |
| Malaysia                | thiểu số đáng kể                                                                                               |                                |
| Pakistan                | thiểu số, chủ yếu ở Karachi nơi được thừa nhận là ngôn ngữ thứ 2                                               |                                |
| Oman                    | thiểu số |                                |
| Hàn Quốc                | thiểu số |                                |
| Nhật Bản                | thiểu số |                                |
| Qatar                   | thiểu số |                                |
| Kuwait                  | thiểu số |                                |
| Singapore               | thiểu số |                                |
| Maldives                | thiểu số |                                |
| Nepal                   | thiểu số |                                |
| Châu Phi                | Sierra Leone                                                                                                   | chính thức, cùng với tiếng Anh |
| Châu Phi                | Nam Phi | thiểu số                       |
| Châu Âu                 | Anh Quốc | thiểu số đáng kể               |
| Châu Âu                 | Ý | thiểu số                       |
| Bắc Mỹ                  | Hoa Kỳ | thiểu số đáng kể               |
| Bắc Mỹ                  | Canada | thiểu số                       |
| Châu Đại Dương          | Úc | thiểu số                       |

#### Tiếng Domari
Tiếng Domari thuộc nhóm Romani-Domari?, tức là khá gần gũi với tiếng Digan (Romani) 
| Châu lục | Nước         | Mức độ           |
| -------- | ------------ | ---------------- |
| Châu Phi | Algérie      | thiểu số         |
| Châu Phi | Ai Cập       | thiểu số         |
| Châu Phi | Maroc        | thiểu số         |
| Châu Phi | Sudan        | thiểu số         |
| Châu Phi | Tunisia      | thiểu số         |
| Châu Á   | Iran         | thiểu số đáng kể |
| Châu Á   | Ấn Độ        | thiểu số         |
| Châu Á   | Iraq         | thiểu số         |
| Châu Á   | Pakistan     | thiểu số         |
| Châu Á   | Libya        | thiểu số         |
| Châu Á   | Syria        | thiểu số         |
| Châu Á   | Thổ Nhĩ Kỳ   | thiểu số         |
| Châu Á   | Palestine    | thiểu số         |
| Châu Á   | Israel       | thiểu số         |
| Châu Á   | Afghanistan  | thiểu số         |
| Châu Á   | Bangladesh   | thiểu số         |
| Châu Á   | Jordan       | thiểu số         |
| Châu Á   | Iraq         | thiểu số         |
| Châu Á   | Liban        | thiểu số         |
| Châu Á   | Uzbekistan   | thiểu số         |
| Châu Á   | Armenia      | thiểu số         |
| Châu Á   | Azerbaijan   | thiểu số         |
| Châu Á   | Gruzia       | thiểu số         |
| Châu Á   | Turkmenistan | thiểu số         |
| Châu Á   | Kazakhstan   | thiểu số         |
| Châu Á   | Tajikistan   | thiểu số         |
| Châu Á   | Kuwait       | thiểu số         |
| Châu Á   | Kyrgyzstan   | thiểu số         |
| Châu Âu  | Nga          | thiểu số         |

#### Tiếng Digan(Romani)
Tiếng Digan thuộc nhóm Romani-Domari?
| Châu lục | Nước                 | Mức độ                                 |
| -------- | -------------------- | -------------------------------------- |
| Châu Á   | Bangladesh           | thiểu số                               |
| Châu Á   | Ấn Độ                | thiểu số                               |
| Châu Á   | Pakistan             | thiểu số                               |
| Châu Á   | Iran                 | thiểu số                               |
| Châu Á   | Afghanistan          | thiểu số                               |
| Châu Á   | Uzbekistan           | thiểu số                               |
| Châu Á   | Kazakhstan           | thiểu số                               |
| Châu Á   | Turkmenistan         | thiểu số                               |
| Châu Á   | Tajikistan           | thiểu số                               |
| Châu Á   | Kyrgyzstan           | thiểu số                               |
| Châu Á   | Armenia              | thiểu số                               |
| Châu Âu  | Bulgaria             | thiểu số đáng kể                       |
| Châu Âu  | Phần Lan             | thiểu số chính thức công nhận          |
| Châu Âu  | Đức                  | thiểu số chính thức công nhận          |
| Châu Âu  | Kosovo               | thiểu số chính thức công nhận          |
| Châu Âu  | Nga                  | thiểu số chính thức công nhận          |
| Châu Âu  | Serbia               | thiểu số chính thức công nhận          |
| Châu Âu  | Slovenia             | thiểu số chính thức công nhận          |
| Châu Âu  | Thụy Điển            | thiểu số chính thức công nhận          |
| Châu Âu  | Hungary              | thiểu số đáng kể, chính thức công nhận |
| Châu Âu  | Bắc Macedonia        | chính thức ở Šuto Orizari              |
| Châu Âu  | Na Uy                | chính thức công nhận                   |
| Châu Âu  | România              | đồng chính thức ở 79 cộng đồng         |
| Châu Âu  | Albania              | thiểu số                               |
| Châu Âu  | Áo                   | thiểu số                               |
| Châu Âu  | Belarus              | thiểu số                               |
| Châu Âu  | Bỉ                   | thiểu số                               |
| Châu Âu  | Bosna và Hercegovina | thiểu số                               |
| Châu Âu  | Croatia              | thiểu số                               |
| Châu Âu  | Síp                  | thiểu số                               |
| Châu Âu  | Cộng hòa Séc         | thiểu số                               |
| Châu Âu  | Đan Mạch             | thiểu số                               |
| Châu Âu  | Estonia              | thiểu số                               |
| Châu Âu  | Pháp                 | thiểu số                               |
| Châu Âu  | Hy Lạp               | thiểu số                               |
| Châu Âu  | Ireland              | thiểu số                               |
| Châu Âu  | Ý                    | thiểu số                               |
| Châu Âu  | Latvia               | thiểu số                               |
| Châu Âu  | Litva                | thiểu số                               |
| Châu Âu  | Moldova              | thiểu số                               |
| Châu Âu  | Montenegro           | thiểu số                               |
| Châu Âu  | Hà Lan               | thiểu số                               |
| Châu Âu  | Ba Lan               | thiểu số                               |
| Châu Âu  | Bồ Đào Nha           | thiểu số                               |
| Châu Âu  | Slovakia             | thiểu số                               |
| Châu Âu  | Tây Ban Nha          | thiểu số                               |
| Châu Âu  | Thụy Sĩ              | thiểu số                               |
| Châu Âu  | Thổ Nhĩ Kỳ           | thiểu số                               |
| Châu Âu  | Ukraina              | thiểu số                               |
| Châu Âu  | Anh Quốc             | thiểu số                               |
| Bắc Mỹ   | Hoa Kỳ               | thiểu số                               |
| Bắc Mỹ   | Canada               | thiểu số                               |

#### Các ngôn ngữ Ấn-Arya khác
| Tiếng                      | Nước                    | Mức độ |
| -------------------------- | ----------------------- | --- |
| Tiếng Angika               | Ấn Độ                   | đa số ở Anga, thiểu số đáng kể ở phần còn lại |
| Tiếng Angika               | Nepal                   | thiểu số, vùng Terai |
| Tiếng Assam                | Ấn Độ                   | ngôn ngữ chính thức cùng với 21 tiếng khác |
| Tiếng Assam                | Bhutan                  | thiểu số |
| Tiếng Assam                | Anh Quốc                | thiểu số |
| Tiếng Assam                | Hoa Kỳ                  | thiểu số |
| Tiếng Awadhi               | Ấn Độ                   | đa số ở Uttar Pradesh, thiểu số ở Bihar, Madhya Pradesh và Delhi |
| Tiếng Awadhi               | Bhutan                  | thiểu số |
| Tiếng Bhili                | Ấn Độ                   | thiểu số |
| Tiếng Bhojpuri             | Ấn Độ                   | ở Bihar, Jharkhand và Uttar Pradesh |
| Tiếng Bhojpuri             | Fiji                    | thiểu số |
| Tiếng Bhojpuri             | Guyana                  | thiểu số |
| Tiếng Bhojpuri             | Mauritius               | thiểu số |
| Tiếng Bhojpuri             | Nepal                   | thiểu số |
| Tiếng Bhojpuri             | Anh Quốc                | thiểu số |
| Tiếng Bhojpuri             | Suriname                | thiểu số |
| Tiếng Bhojpuri             | Trinidad và Tobago      | thiểu số |
| Tiếng Bhojpuri             | Seychelles              | thiểu số |
| Tiếng Bhojpuri             | Nam Phi                 | thiểu số |
| Tiếng Bhojpuri             | Úc                      | thiểu số |
| Tiếng Bishnupriya Manipuri | Ấn Độ                   | thiểu số, chủ yếu ở Manipur, Assam và Tripura |
| Tiếng Bishnupriya Manipuri | Bangladesh              | thiểu số |
| Tiếng Bishnupriya Manipuri | Myanmar                 | thiểu số |
| Tiếng Chakma               | Bangladesh              | thiểu số, ở Chittagong |
| Tiếng Chakma               | Ấn Độ                   | thiểu số, ở Tripura, Mizoram, Arunachal Pradesh |
| Tiếng Chittagoni           | Bangladesh              | thiểu số đáng kể, ngôn ngữ chính ở Chittagong |
| Tiếng Chittagoni           | Myanmar                 | thiểu số, ở Rakhine (Arakan) và Yangon |
| Tiếng Chittagoni           | Pakistan                | thiểu số, ở Karachi |
| Tiếng Chittagoni           | Oman                    | thiểu số |
| Tiếng Chittagoni           | Ả Rập Xê Út             | thiểu số |
| Tiếng Chittagoni           | Các TVQ Arab Thống nhất | thiểu số |
| Tiếng Chittagoni           | Qatar                   | thiểu số |
| Tiếng Chittagoni           | Kuwait                  | thiểu số |
| Tiếng Chittagoni           | Anh Quốc                | thiểu số |
| Tiếng Chittagoni           | Hoa Kỳ                  | thiểu số |
| Tiếng Dhivehi              | Ấn Độ                   | ở Lakshadweep |
| Tiếng Dhivehi              | Maldives                | chính thức |
| Tiếng Dogri                | Pakistan                | ở Punjab và Azad Kashmir |
| Tiếng Dogri                | Ấn Độ                   | ở Jammu và Kashmir, Punjab và Himachal Pradesh |
| Tiếng Gujarati             | Ấn Độ                   | chính thức ở Gujarat |
| Tiếng Gujarati             | Canada                  | thiểu số đáng kể |
| Tiếng Gujarati             | Pakistan                | thiểu số đáng kể |
| Tiếng Gujarati             | Nam Phi                 | thiểu số đáng kể |
| Tiếng Gujarati             | Anh Quốc                | thiểu số đáng kể |
| Tiếng Gujarati             | Hoa Kỳ                  | thiểu số đáng kể |
| Tiếng Gujarati             | Úc                      | thiểu số |
| Tiếng Gujarati             | Kenya                   | thiểu số |
| Tiếng Gujarati             | Mauritius               | thiểu số |
| Tiếng Gujarati             | Tanzania                | thiểu số |
| Tiếng Gujarati             | Uganda                  | thiểu số |
| Tiếng Gujarati             | Zimbabwe                | thiểu số |
| Tiếng Hajong               | Ấn Độ                   | thiểu số, ở Assam, Meghalaya, Arunachal Pradesh và Tây Bengal |
| Tiếng Hajong               | Bangladesh              | thiểu số |
| Tiếng Chhattisgarh         | Ấn Độ                   | đa số ở Chhattisgarh, thiểu số ở Madhya Pradesh, Orissa và Bihar |
| Tiếng Halbi                | Ấn Độ                   | ở Madhya Pradesh, Chhattisgarh và Andhra Pradesh |
| Tiếng Khandeshi            | Ấn Độ                   | thiểu số, nói ở Maharashtra, Gujarat |
| Tiếng Kalash               | Pakistan                | thiểu số |
| Tiếng Kalash               | Afghanistan             | thiểu số |
| Tiếng Kashmir              | Ấn Độ                   | chính thức, nói ở Delhi, Jammu và Kashmir, Punjab và Uttar Pradesh |
| Tiếng Kashmir              | Pakistan                | nói ở Azad Kashmir |
| Tiếng Kashmir              | Anh Quốc                | thiểu số, người di cư từ Azad Kashmir |
| Tiếng Khowar               | Pakistan                | đa số ở huyện Chitral, thiểu số ở huyện Gilgit |
| Tiếng Kannada              | Ấn Độ                   | chính thức ở Karnataka |
| Tiếng Kannada              | Hoa Kỳ                  | thiểu số |
| Tiếng Kumaoni              | Ấn Độ                   | đa số ở Uttarakhand thiểu số ở Assam |
| Tiếng Lomavren             | Armenia                 | thiểu số |
| Tiếng Lomavren             | Azerbaijan              | thiểu số |
| Tiếng Lomavren             | Bulgaria                | thiểu số |
| Tiếng Lomavren             | Gruzia                  | thiểu số |
| Tiếng Lomavren             | Iran                    | thiểu số |
| Tiếng Lomavren             | Nga                     | thiểu số |
| Tiếng Lomavren             | Syria                   | thiểu số |
| Tiếng Magahi               | Ấn Độ                   | chính thức ở Bihar |
| Tiếng Maithili             | Ấn Độ                   | chính thức ở Bihar |
| Tiếng Maithili             | Nepal                   | thiểu số đáng kể ở vùng Terai |
| Tiếng Mal Paharia          | Ấn Độ                   | thiểu số, ở Jharkhand và West Bengal |
| Tiếng Mal Paharia          | Bangladesh              | thiểu số |
| Tiếng Marathi              | Ấn Độ                   | chính thức cùng với 21 khác, nói ở Maharashtra và Goa, một phần ở Gujarat, Madhya Pradesh, Sindh, Karnataka, Andhra Pradesh, Tamil Nadu, Dadra và Nagar Haveli và Daman và Diu |
| Tiếng Marathi              | Israel                  | thiểu số |
| Tiếng Marathi              | Mauritius               | thiểu số |
| Tiếng Marathi              | Singapore               | thiểu số |
| Tiếng Marathi              | Hoa Kỳ                  | thiểu số đáng kể |
| Tiếng Marathi              | Anh Quốc                | thiểu số đáng kể |
| Tiếng Marathi              | Úc                      | thiểu số đáng kể |
| Tiếng Marathi              | New Zealand             | thiểu số đáng kể |
| Tiếng Marathi              | Nam Phi                 | thiểu số đáng kể |
| Tiếng Marathi              | Các TVQ Arab Thống nhất | thiểu số đáng kể |
| Tiếng Marathi              | Bahrain                 | thiểu số đáng kể |
| Tiếng Marwari              | Ấn Độ                   | chủ yếu ở Rajasthan và Gujarat và ở West Bengal, Bihar, Jharkhand,... |
| Tiếng Nepal                | Bhutan                  | không chính thức |
| Tiếng Nepal                | Hồng Kông               | không chính thức |
| Tiếng Nepal                | Ấn Độ                   | chính thức ở Sikkim, ngôn ngữ vùng ở West Bengal |
| Tiếng Nepal                | Myanmar                 | không chính thức |
| Tiếng Nepal                | Nepal                   | chính thức |
| Tiếng Nepal                | Anh Quốc                | không chính thức |
| Tiếng Oriya                | Ấn Độ                   | chính thức ở Orissa |
| Tiếng Oriya                | Bangladesh              | thiểu số |
| Tiếng Punjab               | Ấn Độ                   | chính thức cùng ngôn ngữ khác |
| Tiếng Punjab               | Pakistan                | đa số ở Punjab |
| Tiếng Punjab               | Anh Quốc                | thiểu số đáng kể |
| Tiếng Punjab               | Canada                  | thiểu số |
| Tiếng Punjab               | Hoa Kỳ                  | thiểu số |
| Tiếng Rajasthani           | Ấn Độ                   | chính thức cùng ngôn ngữ khác |
| Tiếng Rajasthani           | Pakistan                | thiểu số |
| Tiếng Rajbanshi            | Ấn Độ                   | thiểu số |
| Tiếng Rajbanshi            | Bangladesh              | thiểu số |
| Tiếng Rajbanshi            | Nepal                   | thiểu số |
| Tiếng Rohingya             | Myanmar                 | thiểu số, ở Rakhine (Arakan) |
| Tiếng Rohingya             | Bangladesh              | thiểu số, ở Chittagong |
| Tiếng Rohingya             | Pakistan                | thiểu số, ở Karachi |
| Tiếng Rohingya             | Ả Rập Xê Út             | thiểu số |
| Tiếng Rohingya             | Oman                    | thiểu số |
| Tiếng Rohingya             | Các TVQ Arab Thống nhất | thiểu số |
| Tiếng Rohingya             | Thái Lan                | thiểu số |
| Tiếng Rohingya             | Malaysia                | thiểu số |
| Tiếng Rohingya             | Ấn Độ                   | thiểu số |
| Tiếng Sindh                | Ấn Độ                   | chính thức cùng ngôn ngữ khác |
| Tiếng Sindh                | Pakistan                | đa số ở Sindh |
| Tiếng Sindh                | Hồng Kông               | thiểu số |
| Tiếng Sindh                | Oman                    | thiểu số |
| Tiếng Sindh                | Philippines             | thiểu số |
| Tiếng Sindh                | Singapore               | thiểu số |
| Tiếng Sindh                | Các TVQ Arab Thống nhất | thiểu số |
| Tiếng Sindh                | Anh Quốc                | thiểu số |
| Tiếng Sindh                | Hoa Kỳ                  | thiểu số |
| Tiếng Sinhala              | Sri Lanka               | đồng chính thức cùng tiếng Tamil |
| Tiếng Sylheti              | Bangladesh              | đa số ở Sylhet |
| Tiếng Sylheti              | Ấn Độ                   | thiểu số đáng kể ở Assam, đặc biệt là ở Barak Valley |
| Tiếng Sylheti              | Anh Quốc                | thiểu số đáng kể |
| Tiếng Sylheti              | Hoa Kỳ                  | thiểu số |
| Tiếng Sylheti              | Các TVQ Arab Thống nhất | thiểu số |
| Tiếng Tanchangya           | Bangladesh              | thiểu số, chủ yếu ở Chittagong, có quan hệ với tiếng Chakma, tiếng Chittagoni, tiếng Pali, tiếng Prakrit, tiếng Sanskrit, tiếng Rohingya và tiếng Bengali                      |
| Tiếng Tanchangya           | Ấn Độ                   | thiểu số, chủ yếu ở các bang Assam, Tripura và Mizoram |
| Tiếng Tanchangya           | Myanmar                 | thiểu số, chủ yếu ở bang Rakhine, một ít ở bang Chin và Vùng Yangon |
| Tiếng Urdu                 | Ấn Độ                   | đồng chính thức cùng 21 tiếng khác |
| Tiếng Urdu                 | Pakistan                | đồng chính thức cùng tiếng Anh |
| Tiếng Urdu                 | Bangladesh              | thiểu số đáng kể |
| Tiếng Urdu                 | Fiji                    | đồng chính thức như tiếng Hindi-Urdu (Hindustani) cùng tiếng Anh và tiếng Fiji                                                                                                 |
| Tiếng Urdu                 | Bahrain                 | thiểu số |
| Tiếng Urdu                 | Nepal                   | thiểu số |
| Tiếng Urdu                 | Mauritius               | thiểu số |
| Tiếng Urdu                 | Oman                    | thiểu số |
| Tiếng Urdu                 | Qatar                   | thiểu số |
| Tiếng Urdu                 | Ả Rập Xê Út             | thiểu số |
| Tiếng Urdu                 | Nam Phi                 | thiểu số |
| Tiếng Urdu                 | Các TVQ Arab Thống nhất | thiểu số |
| Tiếng Urdu                 | Anh Quốc                | thiểu số |
| Tiếng Urdu                 | Hoa Kỳ                  | thiểu số |

### Nhóm ngôn ngữ gốc Ý

#### Tiếng Pháp
Xem: Danh sách các nước có tiếng Pháp là ngôn ngữ chính thức
| Châu lục       | Nước                     | Mức độ                                                                                                |
| -------------- | ------------------------ | --- |
| Châu Âu        | Monaco                   | chính thức                                                                                            |
| Châu Âu        | Pháp                     | chính thức                                                                                            |
| Châu Âu        | Andorra                  | nói, không chính thức                                                                                 |
| Châu Âu        | Bỉ                       | đồng chính thức cùng tiếng Hà Lan                                                                     |
| Châu Âu        | Ý                        | đồng chính thức ở Thung lũng Aosta                                                                    |
| Châu Âu        | Luxembourg               | đồng chính thức cùng tiếng Luxembourg                                                                 |
| Châu Âu        | Thụy Sĩ                  | đồng chính thức cùng tiếng Đức, tiếng Ý, và tiếng Romansh                                             |
| Châu Phi       | Bénin                    | chính thức                                                                                            |
| Châu Phi       | Burkina Faso             | chính thức                                                                                            |
| Châu Phi       | Cộng hòa Dân chủ Congo   | chính thức                                                                                            |
| Châu Phi       | Cộng hoà Congo           | chính thức                                                                                            |
| Châu Phi       | Bờ Biển Ngà              | chính thức                                                                                            |
| Châu Phi       | Gabon                    | chính thức                                                                                            |
| Châu Phi       | Guinée                   | chính thức                                                                                            |
| Châu Phi       | Mali                     | chính thức                                                                                            |
| Châu Phi       | Niger                    | chính thức                                                                                            |
| Châu Phi       | Réunion                  | chính thức                                                                                            |
| Châu Phi       | Togo                     | chính thức                                                                                            |
| Châu Phi       | Algérie                  | không chính thức, nhưng sử dụng nhiều                                                                 |
| Châu Phi       | Mauritanie               | trên thực tế                                                                                          |
| Châu Phi       | Mauritius                | trên thực tế                                                                                          |
| Châu Phi       | Maroc                    | trên thực tế                                                                                          |
| Châu Phi       | Burundi                  | đồng chính thức cùng tiếng Kirundi                                                                    |
| Châu Phi       | Cameroon                 | đồng chính thức cùng tiếng Anh                                                                        |
| Châu Phi       | Trung Phi                | đồng chính thức cùng tiếng Sango                                                                      |
| Châu Phi       | Tchad                    | đồng chính thức cùng tiếng Ả Rập                                                                      |
| Châu Phi       | Djibouti                 | đồng chính thức cùng tiếng Ả Rập                                                                      |
| Châu Phi       | Comoros                  | đồng chính thức cùng tiếng Ả Rập và tiếng Comori                                                      |
| Châu Phi       | Guinea Xích Đạo          | đồng chính thức cùng tiếng Tây Ban Nha                                                                |
| Châu Phi       | Madagascar               | đồng chính thức cùng tiếng Malagasy                                                                   |
| Châu Phi       | Rwanda                   | đồng chính thức cùng tiếng Anh và tiếng Kinyarwanda                                                   |
| Châu Phi       | Sénégal                  | chính thức; tiếng Wolof được dùng rộng rãi                                                            |
| Châu Phi       | Seychelles               | đồng chính thức cùng tiếng Anh và tiếng Seychellois Creole                                            |
| Châu Phi       | Tunisia                  | không chính thức, nhưng sử dụng nhiều                                                                 |
| Châu Á         | Campuchia                | thiểu số                                                                                              |
| Châu Á         | Việt Nam                 | thiểu số                                                                                              |
| Châu Á         | Lào                      | ngôn ngữ hành chính                                                                                   |
| Châu Á         | Liban                    | đồng chính thức cùng tiếng Ả Rập                                                                      |
| Châu Á         | Ấn Độ                    | ở Puducherry, đồng chính thức cùng tiếng Tamil, tiếng Telugu, và tiếng Malayalam                      |
| Bắc Mỹ         | Guadeloupe               | chính thức                                                                                            |
| Bắc Mỹ         | Martinique               | chính thức                                                                                            |
| Bắc Mỹ         | Saint-Barthélemy         | chính thức                                                                                            |
| Bắc Mỹ         | Saint-Martin             | chính thức                                                                                            |
| Bắc Mỹ         | Saint-Pierre và Miquelon | chính thức                                                                                            |
| Bắc Mỹ         | Canada                   | đồng chính thức cùng tiếng Anh; đa số ở Quebec, thiểu số ở New Brunswick, Ontario, Manitoba           |
| Bắc Mỹ         | Haiti                    | đồng chính thức cùng tiếng Haiti                                                                      |
| Bắc Mỹ         | Hoa Kỳ                   | thiểu số, đặc biệt ở ở Louisiana, Maine, Vermont, và New Hampshire                                    |
| Châu Đại Dương | Polynésie thuộc Pháp     | chính thức                                                                                            |
| Châu Đại Dương | Nouvelle-Calédonie       | chính thức                                                                                            |
| Châu Đại Dương | Wallis và Futuna         | chính thức                                                                                            |
| Châu Đại Dương | Vanuatu                  | đồng chính thức cùng tiếng Anh và Bislama                                                             |
| Nam Mỹ         | Guyane thuộc Pháp        | chính thức                                                                                            |
| Nam Mỹ         | Brasil                   | thiểu số, đặc biệt ở Rio de Janeiro/ES và các bang ven biển; xem Người Brasil gốc Pháp, Bỉ và Thụy Sĩ |

#### Tiếng Ý
| Châu lục       | Nước          | Mức độ                                                       |
| -------------- | ------------- | ------------------------------------------------------------ |
| Châu Âu        | San Marino    | chính thức                                                   |
| Châu Âu        | Ý             | chính thức                                                   |
| Châu Âu        | Thành Vatican | chính thức                                                   |
| Châu Âu        | Albania       | không chính thức, nhưng được dùng rộng rãi với 70% số dân    |
| Châu Âu        | Croatia       | chính thức ở Istria                                          |
| Châu Âu        | Pháp          | thiểu số ở Corse                                             |
| Châu Âu        | Malta         | không chính thức, nhưng được dùng rộng rãi 66% số dân        |
| Châu Âu        | Monaco        | không chính thức, nhưng được dùng rộng rãi                   |
| Châu Âu        | Slovenia      | đồng chính thức ở Koper, Izola và Piran                      |
| Châu Âu        | Thụy Sĩ       | đồng chính thức cùng tiếng Pháp, tiếng Đức, và tiếng Romansh |
| Châu Âu        | Bỉ            | thiểu số                                                     |
| Châu Âu        | Đức           | thiểu số                                                     |
| Châu Âu        | Hy Lạp        | thiểu số                                                     |
| Châu Âu        | Luxembourg    | thiểu số                                                     |
| Châu Phi       | Eritrea       | thiểu số                                                     |
| Châu Phi       | Libya         | thiểu số                                                     |
| Châu Phi       | Somalia       | thiểu số                                                     |
| Châu Mỹ        | Hoa Kỳ        | thiểu số                                                     |
| Châu Mỹ        | Argentina     | thiểu số                                                     |
| Châu Mỹ        | Brasil        | thiểu số                                                     |
| Châu Mỹ        | Canada        | thiểu số                                                     |
| Châu Mỹ        | Perú          | thiểu số                                                     |
| Châu Mỹ        | Uruguay       | thiểu số                                                     |
| Châu Mỹ        | Venezuela     | thiểu số                                                     |
| Châu Đại Dương | Úc            | thiểu số                                                     |

#### Tiếng Bồ Đào Nha
| Châu lục    | Nước                                       | Mức độ                                               |
| ----------- | ------------------------------------------ | ---------------------------------------------------- |
| Châu Âu     |                                            |                                                      |
| Bồ Đào Nha  | chính thức                                 |                                                      |
| Tây Ban Nha | thiểu số đáng kể ở Olivenza                |                                                      |
| Pháp        | thiểu số đáng kể                           |                                                      |
| Luxembourg  | thiểu số đáng kể                           |                                                      |
| Thụy Sĩ     | thiểu số đáng kể                           |                                                      |
| Andorra     | thiểu số đáng kể                           |                                                      |
| Đức         | thiểu số đáng kể                           |                                                      |
| Châu Phi    | Angola                                     | chính thức                                           |
| Châu Phi    | Cabo Verde                                 | chính thức                                           |
| Châu Phi    | Guiné-Bissau                               | chính thức                                           |
| Châu Phi    | Mozambique                                 | chính thức                                           |
| Châu Phi    | São Tomé và Príncipe São Tomé and Príncipe | chính thức                                           |
| Châu Phi    | Guinea Xích Đạo                            | đồng chính thức cùng tiếng Tây Ban Nha và tiếng Pháp |
| Châu Phi    | Nam Phi                                    | thiểu số                                             |
| Châu Phi    | Namibia                                    | thiểu số                                             |
| Châu Á      | Đông Timor                                 | đồng chính thức cùng tiếng Tetum                     |
| Châu Á      | Nhật Bản                                   | thiểu số đáng kể; xem Người Brasil ở Nhật Bản        |
| Châu Á      | Ma Cao                                     | đồng chính thức cùng tiếng Trung                     |
| Châu Á      | Ấn Độ                                      | thiểu số ở Goa                                       |
| Bắc Mỹ      | Hoa Kỳ                                     | thiểu số đáng kể                                     |
| Bắc Mỹ      | Canada                                     | thiểu số đáng kể                                     |
| Nam Mỹ      | Brasil                                     | chính thức, xem Tiếng Bồ Đào Nha của người Brasil    |
| Nam Mỹ      | Uruguay                                    | thiểu số; xem Portuñol                               |
| Nam Mỹ      | Paraguay                                   | thiểu số đáng kể                                     |
| Nam Mỹ      | Venezuela                                  | thiểu số đáng kể                                     |

#### Tiếng Tây Ban Nha
| Châu lục    | Nước                     | Mức độ                                                           |
| ----------- | ------------------------ | ---------------------------------------------------------------- |
| Châu Âu     |                          |                                                                  |
| Tây Ban Nha | chính thức               |                                                                  |
| Andorra     | đa số                    |                                                                  |
| Gibraltar   | không chính thức - đa số |                                                                  |
| Pháp        | thiểu số                 |                                                                  |
| Đức         | thiểu số                 |                                                                  |
| Ý           | thiểu số                 |                                                                  |
| Anh Quốc    | thiểu số                 |                                                                  |
| Châu Phi    | Ceuta                    | chính thức                                                       |
| Châu Phi    | Melilla                  | chính thức                                                       |
| Châu Phi    | Quần đảo Canaria         | chính thức                                                       |
| Châu Phi    | Gabon, Cocobeach         | chính thức                                                       |
| Châu Phi    | Guinea Xích Đạo          | đồng chính thức cùng tiếng Bồ Đào Nha và tiếng Pháp              |
| Châu Phi    | Maroc                    | không chính thức - thiểu số                                      |
| Châu Phi    | Tây Sahara               | đồng chính thức cùng Tiếng Ả Rập                                 |
| Châu Á      | Philippines              | ngôn ngữ chính thức cũ, được thiểu số nói                        |
| Châu Á      | Nhật Bản                 | thiểu số                                                         |
| Bắc Mỹ      | Costa Rica               | chính thức                                                       |
| Bắc Mỹ      | Cuba                     | chính thức                                                       |
| Bắc Mỹ      | Dominica                 | chính thức                                                       |
| Bắc Mỹ      | El Salvador              | chính thức                                                       |
| Bắc Mỹ      | Guatemala                | chính thức                                                       |
| Bắc Mỹ      | Honduras                 | chính thức                                                       |
| Bắc Mỹ      | Nicaragua                | chính thức                                                       |
| Bắc Mỹ      | Panama                   | chính thức                                                       |
| Bắc Mỹ      | Belize                   | đa số, nhưng không chính thức                                    |
| Bắc Mỹ      | México                   | trên thực tế                                                     |
| Bắc Mỹ      | Hoa Kỳ                   | đồng chính thức ở New Mexico và Puerto Rico, thiểu số ở nơi khác |
| Nam Mỹ      | Argentina                | chính thức                                                       |
| Nam Mỹ      | Chile                    | chính thức                                                       |
| Nam Mỹ      | Colombia                 | chính thức                                                       |
| Nam Mỹ      | Ecuador                  | chính thức                                                       |
| Nam Mỹ      | Perú                     | chính thức                                                       |
| Nam Mỹ      | Uruguay                  | chính thức                                                       |
| Nam Mỹ      | Venezuela                | chính thức                                                       |
| Nam Mỹ      | Brasil                   | không chính thức - thiểu số                                      |
| Nam Mỹ      | Bolivia                  | đồng chính thức cùng tiếng Quechua và tiếng Aymara               |
| Nam Mỹ      | Paraguay                 | đồng chính thức cùng tiếng Guaraní                               |

#### Các ngôn ngữ gốc Ý khác
| Tiếng          | Nước          | Mức độ |
| -------------- | ------------- | --- |
| Tiếng Catalan  | Andorra       | chính thức |
| Tiếng Catalan  | Pháp          | ở Bắc Catalunya |
| Tiếng Catalan  | Ý             | thiểu số đáng kể ở Alghero |
| Tiếng Catalan  | Tây Ban Nha   | đồng chính thức cùng tiếng Tây Ban Nha ở Catalunya, Quần đảo Baleares, Cộng đồng Valencia. Không chính thức tại El Carche (Murcia) và La Franja (Aragon). |
| Tiếng Corse    | Pháp          | ngôn ngữ khu vực ở Corse |
| Tiếng Corse    | Ý             | thiểu số ở Sardegna |
| Tiếng Galicia  | Galicia       | đồng chính thức cùng tiếng Tây Ban Nha |
| Tiếng Galicia  | Argentina     | thiểu số, do di cư |
| Tiếng Galicia  | Brasil        | thiểu số, do di cư |
| Tiếng Galicia  | Cuba          | thiểu số, do di cư |
| Tiếng Galicia  | Pháp          | thiểu số, do di cư |
| Tiếng Galicia  | Đức           | thiểu số, do di cư |
| Tiếng Galicia  | Thụy Sĩ       | thiểu số, do di cư |
| Tiếng Galicia  | Uruguay       | thiểu số, do di cư |
| Tiếng Galicia  | Venezuela     | thiểu số, do di cư |
| Tiếng Jèrriais | Jersey        | không chính thức |
| Tiếng Jèrriais | Sark          | không chính thức |
| Tiếng Latinh   | Thành Vatican | chính thức, nhưng không nói |
| Tiếng Mirandés | Bồ Đào Nha    | đồng chính thức cùng tiếng Bồ Đào Nha ở các vùng của Miranda do Douro, Mogadouro và Vimioso                                                               |
| Tiếng România  | Moldova       | chính thức |
| Tiếng România  | România       | chính thức |
| Tiếng România  | Bulgaria      | thiểu số |
| Tiếng România  | Ý             | thiểu số |
| Tiếng România  | Tây Ban Nha   | thiểu số |
| Tiếng România  | Serbia        | đồng chính thức Vojvodina cùng 5 ngôn ngữ khác |
| Tiếng Romansh  | Thụy Sĩ       | đồng chính thức cùng tiếng Pháp, tiếng Ý, và tiếng Đức |

### Ngữ tộc Slav(Slavic)
| Tiếng             | Nước                 | Mức độ |
| ----------------- | -------------------- | --- |
| Tiếng Belarus     | Belarus              | đồng chính thức với tiếng Nga                                                                              |
| Tiếng Belarus     | Litva                | thiểu số                                                                                                   |
| Tiếng Belarus     | Ba Lan               | thiểu số                                                                                                   |
| Tiếng Belarus     | Nga                  | thiểu số                                                                                                   |
| Tiếng Bosnia      | Bosna và Hercegovina | đồng chính thức với tiếng Croatia và tiếng Serbia                                                          |
| Tiếng Bosnia      | Croatia              | thiểu số đáng kể                                                                                           |
| Tiếng Bosnia      | Thổ Nhĩ Kỳ           | thiểu số đáng kể                                                                                           |
| Tiếng Bosnia      | Serbia               | thiểu số đáng kể, chính thức tại Sandžak                                                                   |
| Tiếng Bosnia      | Montenegro           | thiểu số, chính thức tại Sandžak                                                                           |
| Tiếng Bosnia      | Bắc Macedonia        | thiểu số                                                                                                   |
| Tiếng Bulgaria    | Bulgaria             | chính thức                                                                                                 |
| Tiếng Bulgaria    | Hy Lạp               | thiểu số                                                                                                   |
| Tiếng Bulgaria    | Bắc Macedonia        | thiểu số                                                                                                   |
| Tiếng Bulgaria    | Moldova              | thiểu số                                                                                                   |
| Tiếng Bulgaria    | România              | thiểu số                                                                                                   |
| Tiếng Bulgaria    | Serbia               | thiểu số                                                                                                   |
| Tiếng Bulgaria    | Thổ Nhĩ Kỳ           | thiểu số                                                                                                   |
| Tiếng Bulgaria    | Ukraina              | thiểu số                                                                                                   |
| Tiếng Croatia     | Croatia              | chính thức                                                                                                 |
| Tiếng Croatia     | Montenegro           | chính thức                                                                                                 |
| Tiếng Croatia     | Áo                   | đồng chính thức với tiếng Đức và tiếng Hung ở Burgenland                                                   |
| Tiếng Croatia     | Bosna và Hercegovina | đồng chính thức với tiếng Bosnia và tiếng Serbi                                                            |
| Tiếng Croatia     | Ý                    | đồng chính thức tại Molise                                                                                 |
| Tiếng Croatia     | România              | chính thức tại các vùng ở Carașova và Lupac                                                                |
| Tiếng Croatia     | Serbia               | đồng chính thức tại Vojvodina với 5 ngôn ngữ khác                                                          |
| Tiếng Séc         | Cộng hòa Séc         | chính thức                                                                                                 |
| Tiếng Séc         | Áo                   | thiểu số                                                                                                   |
| Tiếng Séc         | Croatia              | thiểu số                                                                                                   |
| Tiếng Séc         | Đức                  | thiểu số                                                                                                   |
| Tiếng Séc         | Slovakia             | thiểu số                                                                                                   |
| Tiếng Kashubia    | Ba Lan               | chính thức tại Pomorskie (Pomeranian Voivodeship)                                                          |
| Tiếng Macedonia   | Albania              | thiểu số, chính thức tại Pustec Municipality                                                               |
| Tiếng Macedonia   | Bắc Macedonia        | chính thức                                                                                                 |
| Tiếng Macedonia   | Serbia               | thiểu số, chính thức tại 2 thành phố                                                                       |
| Tiếng Macedonia   | Hy Lạp               | thiểu số                                                                                                   |
| Tiếng Macedonia   | Bulgaria             | thiểu số                                                                                                   |
| Tiếng Macedonia   | Kosovo               | thiểu số                                                                                                   |
| Tiếng Macedonia   | România              | thiểu số                                                                                                   |
| Tiếng Ba Lan      | Ba Lan               | chính thức                                                                                                 |
| Tiếng Ba Lan      | Belarus              | thiểu số đáng kể                                                                                           |
| Tiếng Ba Lan      | Litva                | thiểu số đáng kể                                                                                           |
| Tiếng Ba Lan      | Ukraina              | thiểu số đáng kể                                                                                           |
| Tiếng Ba Lan      | Brasil               | thiểu số; xem Người Brasil gốc Ba Lan                                                                      |
| Tiếng Ba Lan      | Hoa Kỳ               | không chính thức - thiểu số                                                                                |
| Tiếng Nga         | Nga                  | chính thức                                                                                                 |
| Tiếng Nga         | Belarus              | đồng chính thức với tiếng Belarus                                                                          |
| Tiếng Nga         | Armenia              | thiểu số đáng kể                                                                                           |
| Tiếng Nga         | Azerbaijan           | thiểu số đáng kể                                                                                           |
| Tiếng Nga         | Estonia              | thiểu số đáng kể                                                                                           |
| Tiếng Nga         | Gruzia               | thiểu số đáng kể                                                                                           |
| Tiếng Nga         | Israel               | thiểu số đáng kể                                                                                           |
| Tiếng Nga         | Jordan               | thiểu số đáng kể                                                                                           |
| Tiếng Nga         | Latvia               | thiểu số đáng kể                                                                                           |
| Tiếng Nga         | Mông Cổ              | thiểu số đáng kể                                                                                           |
| Tiếng Nga         | Thổ Nhĩ Kỳ           | thiểu số đáng kể                                                                                           |
| Tiếng Nga         | Tajikistan           | thiểu số đáng kể                                                                                           |
| Tiếng Nga         | Turkmenistan         | thiểu số đáng kể                                                                                           |
| Tiếng Nga         | Uzbekistan           | thiểu số đáng kể                                                                                           |
| Tiếng Nga         | Kazakhstan           | đồng chính thức với tiếng Kazakh                                                                           |
| Tiếng Nga         | Kyrgyzstan           | đồng chính thức với tiếng Kyrgyz                                                                           |
| Tiếng Nga         | Moldova              | đồng chính thức với tiếng Ukraina và tiếng România ở Transnistria                                          |
| Tiếng Nga         | Ukraina              | thiểu số đáng kể, khu vực ở một số vùng                                                                    |
| Tiếng Nga         | Bulgaria             | thiểu số                                                                                                   |
| Tiếng Nga         | Trung Quốc           | thiểu số                                                                                                   |
| Tiếng Nga         | Phần Lan             | thiểu số                                                                                                   |
| Tiếng Nga         | Đức                  | thiểu số                                                                                                   |
| Tiếng Nga         | Hy Lạp               | thiểu số                                                                                                   |
| Tiếng Nga         | Litva                | thiểu số                                                                                                   |
| Tiếng Nga         | Ba Lan               | thiểu số                                                                                                   |
| Tiếng Nga         | Serbia               | thiểu số                                                                                                   |
| Tiếng Rusyn       | Ukraina              | chính thức tại Zakarpatsk                                                                                  |
| Tiếng Rusyn       | Serbia               | đồng chính thức tại Vojvodina với tiếng Serbia, tiếng Hung, tiếng Slovak, tiếng România, và tiếng Croatia. |
| Tiếng Rusyn       | Hungary              | thiểu số                                                                                                   |
| Tiếng Rusyn       | Ba Lan               | thiểu số                                                                                                   |
| Tiếng Rusyn       | România              | thiểu số                                                                                                   |
| Tiếng Rusyn       | Slovakia             | thiểu số                                                                                                   |
| Tiếng Serbia      | Montenegro           | chính thức                                                                                                 |
| Tiếng Serbia      | Serbia               | chính thức                                                                                                 |
| Tiếng Serbia      | Bosna và Hercegovina | chính thức với tiếng Croatia và tiếng Bosnia                                                               |
| Tiếng Serbia      | Croatia              | thiểu số đáng kể                                                                                           |
| Tiếng Serbia      | Bắc Macedonia        | thiểu số                                                                                                   |
| Tiếng Serbia      | Kosovo               | đồng chính thức với tiếng Albania                                                                          |
| Tiếng Serbia      | România              | đồng chính thức tại Caraşova                                                                               |
| Tiếng Slovak      | Slovakia             | chính thức                                                                                                 |
| Tiếng Slovak      | Cộng hòa Séc         | thiểu số                                                                                                   |
| Tiếng Slovene     | Slovenia             | chính thức                                                                                                 |
| Tiếng Slovene     | Ý                    | đồng chính thức tại Friuli-Venezia Giulia với tiếng Friuli, tiếng Ý và tiếng Đức)                          |
| Tiếng Slovene     | Hoa Kỳ               | thiểu số ở Ohio                                                                                            |
| Tiếng Slovene     | Áo                   | thiểu số                                                                                                   |
| Tiếng Slovene     | Croatia              | thiểu số                                                                                                   |
| Tiếng Slovene     | Hungary              | thiểu số                                                                                                   |
| Tiếng Sorb Hạ     | Đức                  | Lower Sorbian, ngôn ngữ vùng ở Brandenburg                                                                 |
| Tiếng Sorb Thượng | Đức                  | Upper Sorbian, ngôn ngữ vùng ở Brandenburg và Sachsen                                                      |
| Tiếng Ukraina     | Ukraina              | chính thức                                                                                                 |
| Tiếng Ukraina     | Transnistria         | đồng chính thức với tiếng România và tiếng Nga                                                             |
| Tiếng Ukraina     | Belarus              | thiểu số đáng kể                                                                                           |
| Tiếng Ukraina     | Kazakhstan           | thiểu số đáng kể                                                                                           |
| Tiếng Ukraina     | Moldova              | thiểu số đáng kể                                                                                           |
| Tiếng Ukraina     | România              | thiểu số đáng kể                                                                                           |
| Tiếng Ukraina     | Nga                  | thiểu số đáng kể                                                                                           |
| Tiếng Ukraina     | Argentina            | thiểu số                                                                                                   |
| Tiếng Ukraina     | Brasil               | thiểu số                                                                                                   |
| Tiếng Ukraina     | Canada               | thiểu số                                                                                                   |
| Tiếng Ukraina     | Kyrgyzstan           | thiểu số                                                                                                   |
| Tiếng Ukraina     | Ba Lan               | thiểu số                                                                                                   |
| Tiếng Ukraina     | Anh Quốc             | thiểu số                                                                                                   |
| Tiếng Ukraina     | Hoa Kỳ               | thiểu số                                                                                                   |
| Tiếng Ukraina     | Uzbekistan           | thiểu số                                                                                                   |

## Ngữ tộc Mã Lai-Polynesia
Xem thêm: Ngữ hệ Nam Đảo

### Nhóm ngôn ngữ Borneo
| Tiếng                 | Nước       | Mức độ     |
| --------------------- | ---------- | ---------- |
| Tiếng Brunei Malay    | Brunei     | khu vực    |
| Tiếng Brunei Malay    | Malaysia   | thiểu số   |
| Tiếng Coastal Kadazan | Malaysia   | thiểu số   |
| Tiếng Iban            | Malaysia   | khu vực    |
| Tiếng Iban            | Brunei     | thiểu số   |
| Tiếng Iban            | Indonesia  | thiểu số   |
| Tiếng Malagasy        | Madagascar | chính thức |
| Tiếng Malagasy        | Comoros    | thiểu số   |
| Tiếng Malagasy        | Mayotte    | thiểu số   |

### Nhóm ngôn ngữ Philippines
| Tiếng             | Nước                    | Mức độ     |
| ----------------- | ----------------------- | ---------- |
| Tiếng Filipino    | Philippines             | chính thức |
| Tiếng Bikol       | Philippines             | khu vực    |
| Tiếng Bolinao     | Philippines             | khu vực    |
| Tiếng Cebuano     | Philippines             | khu vực    |
| Tiếng Ibanag      | Philippines             | khu vực    |
| Tiếng Ilokano     | Philippines             | khu vực    |
| Tiếng Kapampangan | Philippines             | khu vực    |
| Tiếng Maguindanao | Philippines             | khu vực    |
| Tiếng Maranao     | Philippines             | khu vực    |
| Tiếng Pangasinan  | Philippines             | khu vực    |
| Tiếng Waray       | Philippines             | khu vực    |
| Tiếng Zambal      | Philippines             | khu vực    |
| Tiếng Aklanon     | Philippines             | thiểu số   |
| Tiếng Cuyonon     | Philippines             | thiểu số   |
| Tiếng Ifugao      | Philippines             | thiểu số   |
| Tiếng Ivatan      | Philippines             | thiểu số   |
| Tiếng Kalinga     | Philippines             | thiểu số   |
| Tiếng Kamayo      | Philippines             | thiểu số   |
| Tiếng Kankana-ey  | Philippines             | thiểu số   |
| Tiếng Kinaray-a   | Philippines             | thiểu số   |
| Tiếng Masbateño   | Philippines             | thiểu số   |
| Tiếng Romblomanon | Philippines             | thiểu số   |
| Tiếng Surigaonon  | Philippines             | thiểu số   |
| Tiếng Hiligaynon  | Philippines             | khu vực    |
| Tiếng Hiligaynon  | Hoa Kỳ                  | thiểu số   |
| Tiếng Tagalog     | Úc                      | thiểu số   |
| Tiếng Tagalog     | Brunei                  | thiểu số   |
| Tiếng Tagalog     | Canada                  | thiểu số   |
| Tiếng Tagalog     | Hồng Kông               | thiểu số   |
| Tiếng Tagalog     | Ý                       | thiểu số   |
| Tiếng Tagalog     | Nhật Bản                | thiểu số   |
| Tiếng Tagalog     | Kuwait                  | thiểu số   |
| Tiếng Tagalog     | Malaysia                | thiểu số   |
| Tiếng Tagalog     | Philippines             | thiểu số   |
| Tiếng Tagalog     | Qatar                   | thiểu số   |
| Tiếng Tagalog     | Ả Rập Xê Út             | thiểu số   |
| Tiếng Tagalog     | Singapore               | thiểu số   |
| Tiếng Tagalog     | Tây Ban Nha             | thiểu số   |
| Tiếng Tagalog     | Đài Loan                | thiểu số   |
| Tiếng Tagalog     | Các TVQ Arab Thống nhất | thiểu số   |
| Tiếng Tagalog     | Anh Quốc                | thiểu số   |
| Tiếng Tagalog     | Hoa Kỳ                  | thiểu số   |
| Tiếng Yami        | Đài Loan                | thiểu số   |
| Tiếng Tausug      | Philippines             | khu vực    |
| Tiếng Tausug      | Brunei                  | thiểu số   |
| Tiếng Tausug      | Indonesia               | thiểu số   |
| Tiếng Tausug      | Malaysia                | thiểu số   |

### Nhóm ngôn ngữ Châu Đại Dương
Ngữ chi châu Đại dương (Oceanic) 

#### Nhóm tiếng Đông Fiji
| Tiếng      | Nước | Mức độ     |
| ---------- | ---- | ---------- |
| Tiếng Fiji | Fiji | chính thức |

#### Nhóm ngôn ngữ Micronesia
| Tiếng          | Nước                 | Mức độ     |
| -------------- | -------------------- | ---------- |
| Tiếng Caroline | Quần đảo Bắc Mariana | chính thức |
| Tiếng Caroline | Guam                 | thiểu số   |
| Tiếng Gilbert  | Kiribati             | chính thức |
| Tiếng Gilbert  | Fiji                 | thiểu số   |
| Tiếng Gilbert  | Nauru                | thiểu số   |
| Tiếng Gilbert  | Quần đảo Solomon     | thiểu số   |
| Tiếng Gilbert  | Tuvalu               | thiểu số   |
| Tiếng Gilbert  | Vanuatu              | thiểu số   |
| Tiếng Chuuk    | Liên bang Micronesia | khu vực    |
| Tiếng Kosrae   | Liên bang Micronesia | khu vực    |
| Tiếng Pohnpei  | Liên bang Micronesia | khu vực    |
| Tiếng Ulithi   | Liên bang Micronesia | khu vực    |
| Tiếng Yap      | Liên bang Micronesia | khu vực    |
| Tiếng Sonsorol | Palau                | khu vực    |
| Tiếng Tobi     | Palau                | khu vực    |
| Tiếng Marshall | Quần đảo Marshall    | chính thức |
| Tiếng Nauru    | Nauru                | chính thức |

#### Nhóm ngôn ngữ Polynesia
| Tiếng                     | Nước                 | Mức độ                        |
| ------------------------- | -------------------- | ----------------------------- |
| Tiếng Māori               | New Zealand          | đồng chính thức với tiếng Anh |
| Tiếng Māori quần đảo Cook | Quần đảo Cook        | chính thức                    |
| Tiếng Futuna              | Wallis và Futuna     | chính thức                    |
| Tiếng Wallis              | Wallis và Futuna     | chính thức                    |
| Tiếng Hawaii              | Hawaii               | chính thức                    |
| Tiếng Rapa Nui            | Đảo Phục Sinh        | chính thức                    |
| Tiếng Samoa               | Samoa                | chính thức                    |
| Tiếng Samoa               | Samoa thuộc Mỹ       | chính thức                    |
| Tiếng Tahiti              | Polynésie thuộc Pháp | chính thức                    |
| Tiếng Tokelau             | Tokelau              | chính thức                    |
| Tiếng Tonga               | Tonga                | chính thức                    |
| Tiếng Tuvalu              | Tuvalu               | chính thức                    |
| Tiếng Niue                | Niue                 | chính thức                    |
| Tiếng Niue                | Quần đảo Cook        | thiểu số                      |
| Tiếng Niue                | New Zealand          | thiểu số                      |
| Tiếng Niue                | Tonga                | thiểu số                      |

### Nhóm ngôn ngữ Sunda-Sulawesi
| Tiếng            | Nước                 | Mức độ                     |
| ---------------- | -------------------- | -------------------------- |
| Tiếng Toba Batak | Indonesia            | thiểu số                   |
| Tiếng Sunda      | Indonesia            | thiểu số, 40 tr. người nói |
| Tiếng Bugis      | Indonesia            | thiểu số                   |
| Tiếng Bugis      | Malaysia             | thiểu số                   |
| Tiếng Chamorro   | Guam                 | chính thức                 |
| Tiếng Chamorro   | Quần đảo Bắc Mariana | chính thức                 |

### Nhóm ngôn ngữ Malay-Sumbawa
| Tiếng                 | Nước        | Mức độ          |
| --------------------- | ----------- | --------------- |
| Tiếng Aceh            | Indonesia   | thiểu số        |
| Tiếng Bali            | Indonesia   | thiểu số        |
| Tiếng Banjar          | Indonesia   | thiểu số        |
| Tiếng Lampung         | Indonesia   | thiểu số        |
| Tiếng Madure          | Indonesia   | thiểu số        |
| Tiếng Makassar        | Indonesia   | thiểu số        |
| Tiếng Rejang          | Indonesia   | thiểu số        |
| Tiếng Sasak           | Indonesia   | thiểu số        |
| Tiếng Chăm (Cham)     | Campuchia   | thiểu số        |
| Tiếng Chăm (Cham)     | Việt Nam    | thiểu số        |
| Tiếng Chăm (Cham)     | Malaysia    | thiểu số        |
| Tiếng Indonesia       | Indonesia   | chính thức      |
| Tiếng Indonesia       | Đông Timor  | đồng chính thức |
| Tiếng Indonesia       | Malaysia    | thiểu số        |
| Tiếng Indonesia       | Brunei      | thiểu số        |
| Tiếng Indonesia       | Singapore   | thiểu số        |
| Tiếng Indonesia       | Thái Lan    | thiểu số        |
| Tiếng Indonesia       | Philippines | thiểu số        |
| Tiếng Gia Rai (Jarai) | Việt Nam    | thiểu số        |
| Tiếng Gia Rai (Jarai) | Campuchia   | thiểu số        |
| Tiếng Java            | Indonesia   | khu vực         |
| Tiếng Java            | Malaysia    | thiểu số        |
| Tiếng Malay           | Malaysia    | chính thức      |
| Tiếng Malay           | Brunei      | chính thức      |
| Tiếng Malay           | Indonesia   | chính thức      |
| Tiếng Malay           | Singapore   | đồng chính thức |
| Tiếng Malay           | Thái Lan    | thiểu số        |
| Tiếng Minangkabau     | Indonesia   | khu vực         |
| Tiếng Minangkabau     | Malaysia    | khu vực         |
| Tiếng Palau           | Palau       | chính thức      |
| Tiếng Tetum           | Đông Timor  | chính thức      |

## Ngữ hệ Mông Cổ
| Tiếng         | Nước       | Mức độ                                                         |
| ------------- | ---------- | -------------------------------------------------------------- |
| Tiếng Mông Cổ | Mông Cổ    | chính thức                                                     |
| Tiếng Mông Cổ | Trung Quốc | khu vực, đồng chính thức với tiếng Trung ở Khu tự trị Nội Mông |
| Tiếng Kalmyk  | Nga        | Kalmyk Oirat, chính thức ở Cộng hòa Kalmykia                   |
| Tiếng Daur    | Trung Quốc | thiểu số, của người Daur ở Nội Mông                            |

## Nhóm ngôn ngữ Turk
| Tiếng                      | Nước          | Mức độ                                                                   |
| -------------------------- | ------------- | ------------------------------------------------------------------------ |
| Tiếng Azerbaijan           | Azerbaijan    | chính thức                                                               |
| Tiếng Azerbaijan           | Iran          | đồng chính thức ở Iranian Azerbaijan                                     |
| Tiếng Azerbaijan           | Nga           | đồng chính thức ở Dagestan                                               |
| Tiếng Azerbaijan           | Gruzia        | khu vực                                                                  |
| Tiếng Azerbaijan           | Thổ Nhĩ Kỳ    | khu vực                                                                  |
| Tiếng Azerbaijan           | Iraq          | thiểu số                                                                 |
| Tiếng Azerbaijan           | Syria         | thiểu số                                                                 |
| Tiếng Azerbaijan           | Ukraina       | thiểu số                                                                 |
| Tiếng Azerbaijan           | Belarus       | thiểu số                                                                 |
| Tiếng Uyghur               | Trung Quốc    | khu vực, đồng chính thức với tiếng Trung ở Tân Cương                     |
| Tiếng Uyghur               | Kazakhstan    | thiểu số                                                                 |
| Tiếng Uzbek                | Uzbekistan    | chính thức                                                               |
| Tiếng Uzbek                | Afghanistan   | thiểu số                                                                 |
| Tiếng Uzbek                | Trung Quốc    | thiểu số                                                                 |
| Tiếng Uzbek                | Kyrgyzstan    | thiểu số                                                                 |
| Tiếng Uzbek                | Nga           | thiểu số                                                                 |
| Tiếng Uzbek                | Tajikistan    | thiểu số                                                                 |
| Tiếng Uzbek                | Turkmenistan  | thiểu số                                                                 |
| Tiếng Kazakh               | Kazakhstan    | chính thức                                                               |
| Tiếng Kazakh               | Trung Quốc    | khu vực, đồng chính thức với tiếng Trung ở Khu Tự trị Kazakh ở Tân Cương |
| Tiếng Kazakh               | Afghanistan   | thiểu số                                                                 |
| Tiếng Kazakh               | Iran          | thiểu số                                                                 |
| Tiếng Kazakh               | Mông Cổ       | thiểu số                                                                 |
| Tiếng Kazakh               | Nga           | thiểu số                                                                 |
| Tiếng Kazakh               | Tajikistan    | thiểu số                                                                 |
| Tiếng Kazakh               | Thổ Nhĩ Kỳ    | thiểu số                                                                 |
| Tiếng Kazakh               | Turkmenistan  | thiểu số                                                                 |
| Tiếng Kazakh               | Ukraina       | thiểu số                                                                 |
| Tiếng Kazakh               | Uzbekistan    | thiểu số                                                                 |
| Tiếng Kyrgyz               | Kyrgyzstan    | chính thức                                                               |
| Tiếng Kyrgyz               | Afghanistan   | thiểu số                                                                 |
| Tiếng Kyrgyz               | Trung Quốc    | thiểu số                                                                 |
| Tiếng Kyrgyz               | Pakistan      | thiểu số                                                                 |
| Tiếng Kyrgyz               | Tajikistan    | thiểu số                                                                 |
| Tiếng Thổ Nhĩ Kỳ (Turkish) | Thổ Nhĩ Kỳ    | chính thức                                                               |
| Tiếng Thổ Nhĩ Kỳ (Turkish) | Síp           | đồng chính thức với tiếng Hy Lạp                                         |
| Tiếng Thổ Nhĩ Kỳ (Turkish) | Iraq          | được công nhận là ngôn ngữ vùng                                          |
| Tiếng Thổ Nhĩ Kỳ (Turkish) | Afghanistan   | được công nhận là ngôn ngữ vùng                                          |
| Tiếng Thổ Nhĩ Kỳ (Turkish) | Kosovo        | được công nhận là ngôn ngữ vùng                                          |
| Tiếng Thổ Nhĩ Kỳ (Turkish) | Bắc Macedonia | được công nhận là ngôn ngữ vùng                                          |
| Tiếng Thổ Nhĩ Kỳ (Turkish) | Đức           | thiểu số đáng kể                                                         |
| Tiếng Thổ Nhĩ Kỳ (Turkish) | România       | thiểu số                                                                 |
| Tiếng Thổ Nhĩ Kỳ (Turkish) | Bulgaria      | thiểu số                                                                 |
| Tiếng Thổ Nhĩ Kỳ (Turkish) | Hy Lạp        | thiểu số                                                                 |
| Tiếng Turkmen              | Turkmenistan  | chính thức                                                               |
| Tiếng Turkmen              | Iraq          | đa số ở bắc Iraq                                                         |
| Tiếng Turkmen              | Nga           | nói ở vùng Stavropol                                                     |
| Tiếng Turkmen              | Iran          | thiểu số                                                                 |
| Tiếng Turkmen              | Afghanistan   | thiểu số                                                                 |
| Tiếng Turkmen              | Thổ Nhĩ Kỳ    | thiểu số                                                                 |
| Tiếng Gagauz               | Găgăuzia      | ngôn ngữ chính thức của Khu tự trị Gagauzia, Moldova                     |
| Tiếng Gagauz               | Moldova       | thiểu số, được công nhận                                                 |
| Tiếng Gagauz               | Ukraina       | thiểu số, được công nhận                                                 |
| Tiếng Tatar                | Tatarstan     | ngôn ngữ chính thức của Tatarstan                                        |
| Tiếng Tatar                | Nga           | nói ở Nga và Liên Xô cũ                                                  |
| Tiếng Tatar                | Thổ Nhĩ Kỳ    | thiểu số                                                                 |
| Tiếng Tatar Krym           | Krym          | sử dụng và bảo vệ nhưng không được công nhận bới Ukraina                 |
| Tiếng Tatar Krym           | România       | thiểu số ở Dobroudja                                                     |
| Tiếng Tatar Krym           | Thổ Nhĩ Kỳ    | thiểu số                                                                 |

## Nhóm ngôn ngữ Semit
Nhóm ngôn ngữ Semit thuộc Ngữ hệ Phi-Á

### Tiếng Ả Rập
| Châu lục       | Nước                    | Mức độ                                |
| -------------- | ----------------------- | ------------------------------------- |
|                | Hồi giáo                | Ngôn ngữ hành lễ của đạo Hồi          |
| Châu Phi       | Algérie                 | chính thức                            |
| Châu Phi       | Ai Cập                  | chính thức                            |
| Châu Phi       | Libya                   | chính thức                            |
| Châu Phi       | Mauritanie              | chính thức                            |
| Châu Phi       | Tunisia                 | chính thức                            |
| Châu Phi       | Comoros                 | đồng chính thức với tiếng Pháp        |
| Châu Phi       | Tchad                   | đồng chính thức với tiếng Pháp        |
| Châu Phi       | Djibouti                | đồng chính thức với tiếng Pháp        |
| Châu Phi       | Eritrea                 | đồng chính thức với tiếng Tigrinya    |
| Châu Phi       | Maroc                   | đồng chính thức với các tiếng Berber  |
| Châu Phi       | Somalia                 | đồng chính thức với tiếng Somali      |
| Châu Phi       | Sudan                   | đồng chính thức với tiếng Anh         |
| Châu Phi       | Tây Sahara              | đồng chính thức với tiếng Tây Ban Nha |
| Châu Á         | Bahrain                 | chính thức                            |
| Châu Á         | Jordan                  | chính thức                            |
| Châu Á         | Kuwait                  | chính thức                            |
| Châu Á         | Liban                   | chính thức                            |
| Châu Á         | Oman                    | chính thức                            |
| Châu Á         | Palestine               | chính thức                            |
| Châu Á         | Qatar                   | chính thức                            |
| Châu Á         | Ả Rập Xê Út             | chính thức                            |
| Châu Á         | Syria                   | chính thức                            |
| Châu Á         | Các TVQ Arab Thống nhất | chính thức                            |
| Châu Á         | Yemen                   | chính thức                            |
| Châu Á         | Iraq                    | đồng chính thức với tiếng Kurd        |
| Châu Á         | Israel                  | đồng chính thức với tiếng Hebrew      |
| Châu Á         | Iran                    | khu vực                               |
| Châu Á         | Afghanistan             | khu vực/tôn giáo                      |
| Châu Á         | Philippines             | tùy chọn, cùng với tiếng Tây Ban Nha  |
| Châu Âu        | Thổ Nhĩ Kỳ              | thiểu số đáng kể                      |
| Châu Âu        | Pháp                    | thiểu số                              |
| Châu Âu        | Đức                     | thiểu số                              |
| Châu Âu        | Ý                       | thiểu số                              |
| Châu Âu        | Hà Lan                  | thiểu số                              |
| Châu Âu        | Tây Ban Nha             | thiểu số                              |
| Châu Âu        | Thụy Điển               | thiểu số                              |
| Châu Âu        | Anh Quốc                | thiểu số                              |
| Châu Đại Dương | Úc                      | thiểu số                              |
| Bắc Mỹ         | Hoa Kỳ                  | thiểu số đáng kể                      |
| Bắc Mỹ         | Canada                  | thiểu số                              |
| Nam Mỹ         | Argentina               | thiểu số, di cư từ Liban              |
| Nam Mỹ         | Brasil                  | thiểu số, xem Người Brasil gốc Ả Rập  |

### Các ngôn ngữ Semitkhác
| Tiếng        | Nước         | Mức độ                           |
| ------------ | ------------ | -------------------------------- |
| Tiếng Hebrew | Israel       | chính thức                       |
| Tiếng Hebrew | Do Thái giáo | Ngôn ngữ hành lễ của đạo Do Thái |
| Tiếng Malta  | Malta        | chính thức                       |
| Tiếng Malta  | Úc           | thiểu số                         |
| Tiếng Malta  | Canada       | thiểu số                         |
| Tiếng Malta  | Ý            | thiểu số                         |
| Tiếng Malta  | Hoa Kỳ       | thiểu số                         |

## Ngữ hệ Dravida
| Tiếng                   | Nước         | Mức độ                        |
| ----------------------- | ------------ | ----------------------------- |
| Tiếng Badaga            | Ấn Độ        | thiểu số                      |
| Tiếng Chenchu           | Ấn Độ        | thiểu số                      |
| Tiếng Duruwa            | Ấn Độ        | thiểu số                      |
| Tiếng Gondi             | Ấn Độ        | thiểu số                      |
| Tiếng Kolami            | Ấn Độ        | thiểu số                      |
| Tiếng Koraga            | Ấn Độ        | thiểu số                      |
| Tiếng Koya              | Ấn Độ        | thiểu số                      |
| Tiếng Kui               | Ấn Độ        | thiểu số                      |
| Tiếng Kumarbhag Paharia | Ấn Độ        | thiểu số                      |
| Tiếng Maria             | Ấn Độ        | thiểu số                      |
| Tiếng Pardhan           | Ấn Độ        | thiểu số                      |
| Tiếng Tulu              | Ấn Độ        | thiểu số                      |
| Tiếng Kodava            | Ấn Độ        | thiểu số                      |
| Tiếng Ollari            | Ấn Độ        | thiểu số                      |
| Tiếng Kota              | Ấn Độ        | thiểu số, nguy cơ tuyệt chủng |
| Tiếng Nagarchal         | Ấn Độ        | thiểu số, nguy cơ tuyệt chủng |
| Tiếng Toda              | Ấn Độ        | thiểu số, nguy cơ tuyệt chủng |
| Tiếng Brahui            | Pakistan     | thiểu số, nói ở Balochistan   |
| Tiếng Brahui            | Iran         | thiểu số                      |
| Tiếng Brahui            | Afghanistan  | thiểu số                      |
| Tiếng Brahui            | Turkmenistan | thiểu số                      |
|                         | Ấn Độ        | thiểu số                      |
| Tiếng Kurukh            | Bangladesh   | thiểu số                      |
| Tiếng Sauria Paharia    | Ấn Độ        | thiểu số                      |
| Tiếng Sauria Paharia    | Bangladesh   | thiểu số                      |
| Tiếng Telugu            | Ấn Độ        | chính thức Andhra Pradesh     |
| Tiếng Telugu            | Hoa Kỳ       | thiểu số                      |
| Tiếng Telugu            | Canada       | thiểu số                      |
| Tiếng Telugu            | Úc           | thiểu số                      |
| Tiếng Telugu            | Đức          | thiểu số                      |
| Tiếng Telugu            | Đan Mạch     | thiểu số                      |
| Tiếng Telugu            | Thụy Điển    | thiểu số                      |
| Tiếng Telugu            | New Zealand  | thiểu số                      |
| Tiếng Tamil             | Ấn Độ        | chính thức ở Tamil Nadu       |
| Tiếng Tamil             | Singapore    | chính thức                    |
| Tiếng Tamil             | Sri Lanka    | chính thức                    |
| Tiếng Tamil             | Malaysia     | thiểu số                      |
| Tiếng Tamil             | Canada       | thiểu số                      |
| Tiếng Tamil             | Mauritius    | thiểu số                      |
| Tiếng Tamil             | Nam Phi      | thiểu số                      |
| Tiếng Tamil             | Hoa Kỳ       | thiểu số                      |
| Tiếng Tamil             | Canada       | thiểu số                      |
| Tiếng Tamil             | Úc           | thiểu số                      |
| Tiếng Tamil             | Đức          | thiểu số                      |
| Tiếng Tamil             | Đan Mạch     | thiểu số                      |
| Tiếng Tamil             | Thụy Điển    | thiểu số                      |
| Tiếng Tamil             | New Zealand  | thiểu số                      |
| Tiếng Malayalam         | Ấn Độ        | chính thức ở Kerala           |
| Tiếng Malayalam         | Bahrain      | thiểu số                      |

## Ngữ hệ Nhật Bản
| Tiếng                 | Nước        | Mức độ              |
| --------------------- | ----------- | ------------------- |
| Tiếng Nhật            | Nhật Bản    | chính thức          |
| Tiếng Nhật            | Palau       | chính thức ở Angaur |
| Tiếng Nhật            | Pháp        | thiểu số            |
| Tiếng Nhật            | Philippines | thiểu số            |
| Tiếng Nhật            | Perú        | thiểu số            |
| Tiếng Nhật            | Hoa Kỳ      | thiểu số            |
| Tiếng Nhật            | Brasil      | thiểu số            |
| Nhóm ngôn ngữ Lưu Cầu | Nhật Bản    | thiểu số            |
| Nhóm ngôn ngữ Lưu Cầu | Brasil      | thiểu số            |

## Nhóm ngôn ngữ Apache
Các ngôn ngữ thiểu số thuộc nhóm Apache tại  Hoa Kỳ: 
- Tiếng Navajo
- Tiếng Apache
- Tiếng Chiricahua
- Tiếng Jicarilla
- Tiếng Lipan Apache
- Tiếng Plains Apache
- Tiếng Mescalero
- Tiếng Western Apache

## Ngữ hệ Hán-Tạng(Sino-Tibetan)

### Ngữ tộc Tạng-Miến
| Tiếng                     | Nước       | Mức độ                                                     |
| ------------------------- | ---------- | ---------------------------------------------------------- |
| Tiếng Miến Điện (Burmese) | Myanmar    | chính thức                                                 |
| Tiếng Miến Điện (Burmese) | Singapore  | thiểu số, 50 ngàn người                                    |
| Tiếng Miến Điện (Burmese) | Thái Lan   | thiểu số                                                   |
| Tiếng Miến Điện (Burmese) | Malaysia   | thiểu số                                                   |
| Tiếng Tạng (Tibetan)      | Trung Quốc | thiểu số, chính thức ở Khu tự trị Tây Tạng                 |
| Tiếng Tạng (Tibetan)      | Nepal      | thiểu số, ở Upper Mustang                                  |
| Tiếng Tạng (Tibetan)      | Ấn Độ      | thiểu số                                                   |
| Tiếng Hà Nhì (Hani)       | Trung Quốc | thiểu số, ở tỉnh Vân Nam.                                  |
| Tiếng Hà Nhì (Hani)       | Việt Nam   | thiểu số                                                   |
| Tiếng Hà Nhì (Hani)       | Lào        | thiểu số                                                   |
| Tiếng Karen               | Hoa Kỳ     | thiểu số, 70 ngàn                                          |
| Tiếng Karen               | Úc         | thiểu số, 11 ngàn                                          |
| Tiếng Karen               | Myanmar    | thiểu số, 7 triệu, bang Kayin                              |
| Tiếng Karen               | Thái Lan   | thiểu số, 1 triệu                                          |
| Tiếng La Hủ (Lahu)        | Trung Quốc | thiểu số, 720 ngàn ở Vân Nam.                              |
| Tiếng La Hủ (Lahu)        | Myanmar    | thiểu số, 150 ngàn                                         |
| Tiếng La Hủ (Lahu)        | Thái Lan   | thiểu số, 100 ngàn                                         |
| Tiếng La Hủ (Lahu)        | Lào        | thiểu số                                                   |
| Tiếng La Hủ (Lahu)        | Hoa Kỳ     | thiểu số                                                   |
| Tiếng La Hủ (Lahu)        | Việt Nam   | thiểu số                                                   |
| Tiếng Meitei              | Ấn Độ      | thiểu số được công nhận, 1,25 tr. ở Manipur và lân cận.    |
| Tiếng Lô Lô (Nuosu, Yi)   | Trung Quốc | thiểu số, dùng bởi 7,76 triệu người Lô Lô ở nam Trung Quốc |
| Tiếng Lô Lô (Nuosu, Yi)   | Việt Nam   | thiểu số                                                   |

### Cáctiếng Trung

#### Tiếng Hoa phổ thông
| Châu lục       | Nước               | Mức độ                                                       |
| -------------- | ------------------ | ------------------------------------------------------------ |
| Châu Phi       | Angola             | thiểu số                                                     |
| Châu Phi       | Cabo Verde         | thiểu số                                                     |
| Châu Phi       | Mauritius          | thiểu số                                                     |
| Châu Phi       | Nam Phi            | thiểu số                                                     |
| Châu Á         | Đài Loan           | chính thức                                                   |
| Châu Á         | Trung Quốc         | chính thức                                                   |
| Châu Á         | Hồng Kông          | đồng chính thức cùng tiếng Anh và tiếng Quảng Đông           |
| Châu Á         | Ma Cao             | đồng chính thức cùng tiếng Bồ Đào Nha và tiếng Quảng Đông    |
| Châu Á         | Singapore          | đồng chính thức cùng tiếng Tamil, tiếng Anh, và tiếng Mã Lai |
| Châu Á         | Brunei             | thiểu số                                                     |
| Châu Á         | Campuchia          | thiểu số                                                     |
| Châu Á         | Indonesia          | thiểu số                                                     |
| Châu Á         | Nhật Bản           | thiểu số                                                     |
| Châu Á         | Lào                | thiểu số                                                     |
| Châu Á         | Malaysia           | thiểu số                                                     |
| Châu Á         | Myanmar            | thiểu số                                                     |
| Châu Á         | CHDCND Triều Tiên  | thiểu số                                                     |
| Châu Á         | Philippines        | thiểu số                                                     |
| Châu Á         | Hàn Quốc           | thiểu số                                                     |
| Châu Á         | Thái Lan           | thiểu số                                                     |
| Châu Á         | Việt Nam           | thiểu số                                                     |
| Châu Âu        | Bulgaria           | thiểu số                                                     |
| Châu Âu        | Pháp               | thiểu số                                                     |
| Châu Âu        | Đức                | thiểu số                                                     |
| Châu Âu        | Ireland            | thiểu số                                                     |
| Châu Âu        | Ý                  | thiểu số                                                     |
| Châu Âu        | Hà Lan             | thiểu số                                                     |
| Châu Âu        | România            | thiểu số                                                     |
| Châu Âu        | Nga                | thiểu số                                                     |
| Châu Âu        | Serbia             | thiểu số                                                     |
| Châu Âu        | Tây Ban Nha        | thiểu số                                                     |
| Châu Âu        | Anh Quốc           | thiểu số                                                     |
| Bắc Mỹ         | Canada             | thiểu số                                                     |
| Bắc Mỹ         | Cuba               | thiểu số                                                     |
| Bắc Mỹ         | Dominica           | thiểu số                                                     |
| Bắc Mỹ         | Jamaica            | thiểu số                                                     |
| Bắc Mỹ         | México             | thiểu số                                                     |
| Bắc Mỹ         | Nicaragua          | thiểu số                                                     |
| Bắc Mỹ         | Panama             | thiểu số                                                     |
| Bắc Mỹ         | Trinidad và Tobago | thiểu số                                                     |
| Bắc Mỹ         | Hoa Kỳ             | thiểu số                                                     |
| Nam Mỹ         | Chile              | khu vực                                                      |
| Nam Mỹ         | Argentina          | thiểu số                                                     |
| Nam Mỹ         | Brasil             | thiểu số                                                     |
| Nam Mỹ         | Guyana             | thiểu số                                                     |
| Nam Mỹ         | Perú               | thiểu số                                                     |
| Nam Mỹ         | Suriname           | thiểu số                                                     |
| Châu Đại Dương | Úc                 | thiểu số                                                     |
| Châu Đại Dương | Fiji               | thiểu số                                                     |
| Châu Đại Dương | New Zealand        | thiểu số                                                     |
| Châu Đại Dương | Samoa              | thiểu số                                                     |
| Châu Đại Dương | Tonga              | thiểu số                                                     |

#### Tiếng Quảng Đông
Tiếng Quảng Đông
| Châu lục       | Nước               | Mức độ                                |
| -------------- | ------------------ | ------------------------------------- |
| Châu Phi       | Angola             | thiểu số                              |
| Châu Phi       | Cabo Verde         | thiểu số                              |
| Châu Phi       | Mauritius          | thiểu số                              |
| Châu Phi       | Nam Phi            | thiểu số                              |
| Châu Á         | Trung Quốc         | khu vực                               |
| Châu Á         | Hồng Kông          | đồng chính thức cùng tiếng Anh        |
| Châu Á         | Ma Cao             | đồng chính thức cùng tiếng Bồ Đào Nha |
| Châu Á         | Brunei             | thiểu số                              |
| Châu Á         | Campuchia          | thiểu số                              |
| Châu Á         | Indonesia          | thiểu số                              |
| Châu Á         | Nhật Bản           | thiểu số                              |
| Châu Á         | Lào                | thiểu số                              |
| Châu Á         | Malaysia           | thiểu số                              |
| Châu Á         | Myanmar            | thiểu số                              |
| Châu Á         | CHDCND Triều Tiên  | thiểu số                              |
| Châu Á         | Philippines        | thiểu số                              |
| Châu Á         | Singapore          | thiểu số                              |
| Châu Á         | Hàn Quốc           | thiểu số                              |
| Châu Á         | Thái Lan           | thiểu số                              |
| Châu Á         | Việt Nam           | thiểu số                              |
| Châu Âu        | Bulgaria           | thiểu số                              |
| Châu Âu        | Pháp               | thiểu số                              |
| Châu Âu        | Đức                | thiểu số                              |
| Châu Âu        | Ireland            | thiểu số                              |
| Châu Âu        | Ý                  | thiểu số                              |
| Châu Âu        | Hà Lan             | thiểu số                              |
| Châu Âu        | România            | thiểu số                              |
| Châu Âu        | Nga                | thiểu số                              |
| Châu Âu        | Serbia             | thiểu số                              |
| Châu Âu        | Tây Ban Nha        | thiểu số                              |
| Châu Âu        | Anh Quốc           | thiểu số                              |
| Bắc Mỹ         | Canada             | thiểu số                              |
| Bắc Mỹ         | Cuba               | thiểu số                              |
| Bắc Mỹ         | Dominica           | thiểu số                              |
| Bắc Mỹ         | Jamaica            | thiểu số                              |
| Bắc Mỹ         | México             | thiểu số                              |
| Bắc Mỹ         | Nicaragua          | thiểu số                              |
| Bắc Mỹ         | Panama             | thiểu số                              |
| Bắc Mỹ         | Trinidad và Tobago | thiểu số                              |
| Bắc Mỹ         | Hoa Kỳ             | thiểu số                              |
| Nam Mỹ         | Chile              | khu vực                               |
| Nam Mỹ         | Argentina          | thiểu số                              |
| Nam Mỹ         | Brasil             | thiểu số                              |
| Nam Mỹ         | Guyana             | thiểu số                              |
| Nam Mỹ         | Perú               | thiểu số                              |
| Nam Mỹ         | Suriname           | thiểu số                              |
| Châu Đại Dương | Úc                 | thiểu số                              |
| Châu Đại Dương | Fiji               | thiểu số                              |
| Châu Đại Dương | New Zealand        | thiểu số                              |
| Châu Đại Dương | Samoa              | thiểu số                              |
| Châu Đại Dương | Tonga              | thiểu số                              |

#### Tiếng Đài Sơn
Tiếng Đài Sơn (Taishanese) là một phương ngữ của Yue Chinese, gần với tiếng Quảng Đông. Được sử dụng ở đông nam Trung Quốc và một số cộng đồng người Hoa ở nước ngoài. 

#### Tiếng Khách Gia(Hakka)
| Châu lục       | Nước               | Mức độ   |
| -------------- | ------------------ | -------- |
| Châu Phi       | Angola             | thiểu số |
| Châu Phi       | Cabo Verde         | thiểu số |
| Châu Phi       | Mauritius          | thiểu số |
| Châu Phi       | Nam Phi            | thiểu số |
| Châu Á         | Trung Quốc         | khu vực  |
| Châu Á         | Brunei             | thiểu số |
| Châu Á         | Campuchia          | thiểu số |
| Châu Á         | Hồng Kông          | thiểu số |
| Châu Á         | Indonesia          | thiểu số |
| Châu Á         | Nhật Bản           | thiểu số |
| Châu Á         | Lào                | thiểu số |
| Châu Á         | Ma Cao             | thiểu số |
| Châu Á         | Malaysia           | thiểu số |
| Châu Á         | Myanmar            | thiểu số |
| Châu Á         | CHDCND Triều Tiên  | thiểu số |
| Châu Á         | Philippines        | thiểu số |
| Châu Á         | Singapore          | thiểu số |
| Châu Á         | Hàn Quốc           | thiểu số |
| Châu Á         | Đài Loan           | thiểu số |
| Châu Á         | Thái Lan           | thiểu số |
| Châu Á         | Việt Nam           | thiểu số |
| Châu Âu        | Bulgaria           | thiểu số |
| Châu Âu        | Pháp               | thiểu số |
| Châu Âu        | Đức                | thiểu số |
| Châu Âu        | Ireland            | thiểu số |
| Châu Âu        | Ý                  | thiểu số |
| Châu Âu        | Hà Lan             | thiểu số |
| Châu Âu        | România            | thiểu số |
| Châu Âu        | Nga                | thiểu số |
| Châu Âu        | Serbia             | thiểu số |
| Châu Âu        | Tây Ban Nha        | thiểu số |
| Châu Âu        | Anh Quốc           | thiểu số |
| Bắc Mỹ         | Canada             | thiểu số |
| Bắc Mỹ         | Cuba               | thiểu số |
| Bắc Mỹ         | Dominica           | thiểu số |
| Bắc Mỹ         | Jamaica            | thiểu số |
| Bắc Mỹ         | México             | thiểu số |
| Bắc Mỹ         | Nicaragua          | thiểu số |
| Bắc Mỹ         | Panama             | thiểu số |
| Bắc Mỹ         | Trinidad và Tobago | thiểu số |
| Bắc Mỹ         | Hoa Kỳ             | thiểu số |
| Nam Mỹ         | Chile              | khu vực  |
| Nam Mỹ         | Argentina          | thiểu số |
| Nam Mỹ         | Brasil             | thiểu số |
| Nam Mỹ         | Guyana             | thiểu số |
| Nam Mỹ         | Perú               | thiểu số |
| Nam Mỹ         | Suriname           | thiểu số |
| Châu Đại Dương | Úc                 | thiểu số |
| Châu Đại Dương | Fiji               | thiểu số |
| Châu Đại Dương | New Zealand        | thiểu số |
| Châu Đại Dương | Samoa              | thiểu số |
| Châu Đại Dương | Tonga              | thiểu số |

#### Tiếng Mân Nam(Min Nan)
| Châu           | Nước               | Mức độ                                                                   |
| -------------- | ------------------ | ------------------------------------------------------------------------ |
| Châu Phi       | Angola             | thiểu số                                                                 |
| Châu Phi       | Cabo Verde         | thiểu số                                                                 |
| Châu Phi       | Mauritius          | thiểu số                                                                 |
| Châu Phi       | Nam Phi            | thiểu số                                                                 |
| Châu Á         | Trung Quốc         | khu vực                                                                  |
| Châu Á         | Malaysia           | thiểu số, tiếng pha trộn ở Penang                                        |
| Châu Á         | Đài Loan           | dùng phổ biến, tiếng pha trộn với Mandarin, xem tiếng Phúc Kiến Đài Loan |
| Châu Á         | Brunei             | thiểu số                                                                 |
| Châu Á         | Campuchia          | thiểu số                                                                 |
| Châu Á         | Hồng Kông          | thiểu số                                                                 |
| Châu Á         | Indonesia          | thiểu số                                                                 |
| Châu Á         | Nhật Bản           | thiểu số                                                                 |
| Châu Á         | Lào                | thiểu số                                                                 |
| Châu Á         | Ma Cao             | thiểu số                                                                 |
| Châu Á         | Myanmar            | thiểu số                                                                 |
| Châu Á         | CHDCND Triều Tiên  | thiểu số                                                                 |
| Châu Á         | Philippines        | thiểu số                                                                 |
| Châu Á         | Singapore          | thiểu số                                                                 |
| Châu Á         | Hàn Quốc           | thiểu số                                                                 |
| Châu Á         | Thái Lan           | thiểu số                                                                 |
| Châu Á         | Việt Nam           | thiểu số                                                                 |
| Châu Âu        | Bulgaria           | thiểu số                                                                 |
| Châu Âu        | Pháp               | thiểu số                                                                 |
| Châu Âu        | Đức                | thiểu số                                                                 |
| Châu Âu        | Ireland            | thiểu số                                                                 |
| Châu Âu        | Ý                  | thiểu số                                                                 |
| Châu Âu        | Hà Lan             | thiểu số                                                                 |
| Châu Âu        | România            | thiểu số                                                                 |
| Châu Âu        | Nga                | thiểu số                                                                 |
| Châu Âu        | Serbia             | thiểu số                                                                 |
| Châu Âu        | Tây Ban Nha        | thiểu số                                                                 |
| Châu Âu        | Anh Quốc           | thiểu số                                                                 |
| Bắc Mỹ         | Canada             | thiểu số                                                                 |
| Bắc Mỹ         | Cuba               | thiểu số                                                                 |
| Bắc Mỹ         | Dominica           | thiểu số                                                                 |
| Bắc Mỹ         | Jamaica            | thiểu số                                                                 |
| Bắc Mỹ         | México             | thiểu số                                                                 |
| Bắc Mỹ         | Nicaragua          | thiểu số                                                                 |
| Bắc Mỹ         | Panama             | thiểu số                                                                 |
| Bắc Mỹ         | Trinidad và Tobago | thiểu số                                                                 |
| Bắc Mỹ         | Hoa Kỳ             | thiểu số                                                                 |
| Nam Mỹ         | Chile              | khu vực                                                                  |
| Nam Mỹ         | Argentina          | thiểu số                                                                 |
| Nam Mỹ         | Brasil             | thiểu số                                                                 |
| Nam Mỹ         | Guyana             | thiểu số                                                                 |
| Nam Mỹ         | Perú               | thiểu số                                                                 |
| Nam Mỹ         | Suriname           | thiểu số                                                                 |
| Châu Đại Dương | Úc                 | thiểu số                                                                 |
| Châu Đại Dương | Fiji               | thiểu số                                                                 |
| Châu Đại Dương | New Zealand        | thiểu số                                                                 |
| Châu Đại Dương | Samoa              | thiểu số                                                                 |
| Châu Đại Dương | Tonga              | thiểu số                                                                 |

#### Các tiếng Hoa khác
| Tiếng          | Nước       | Mức độ               |
| -------------- | ---------- | -------------------- |
| Tiếng Huy Châu | Trung Quốc | (Huizhou), khu vực   |
| Tiếng Tấn      | Trung Quốc | (Jin), khu vực       |
| Tiếng Mân      | Trung Quốc | (Min), khu vực       |
| Tiếng Hải Nam  | Trung Quốc | (Hainanese), khu vực |
| Tiếng Bình     | Trung Quốc | (Pinghua), khu vực   |
| Tiếng Tương    | Trung Quốc | (Xiang), khu vực     |
| Tiếng Ngô (Wu) | Trung Quốc | khu vực              |
| Tiếng Ngô (Wu) | Hồng Kông  | thiểu số             |
| Tiếng Ngô (Wu) | Hoa Kỳ     | thiểu số             |

## Ngữ hệ Nam Kavkaz(Kartvelia)
| Tiếng           | Nước       | Mức độ     |
| --------------- | ---------- | ---------- |
| Tiếng Gruzia    | Gruzia     | chính thức |
| Tiếng Gruzia    | Thổ Nhĩ Kỳ | thiểu số   |
| Tiếng Gruzia    | Iran       | thiểu số   |
| Tiếng Gruzia    | Azerbaijan | thiểu số   |
| Tiếng Mingrelia | Gruzia     | phổ biến   |
| Tiếng Mingrelia | Abkhazia   | phổ biến   |
| Tiếng Svan      | Gruzia     | thiểu số   |
| Tiếng Laz       | Thổ Nhĩ Kỳ | phổ biến   |
| Tiếng Laz       | Gruzia     | thiểu số   |

## Ngữ hệ Tungus
| Tiếng                | Nước       | Mức độ                                                       |
| -------------------- | ---------- | ------------------------------------------------------------ |
| Tiếng Evenk          | Nga        | thiểu số, ở vùng Siberia                                     |
| Tiếng Evenk          | Trung Quốc | thiểu số, ở huyện tự trị Evenki Autonomous Banner ở Nội Mông |
| Tiếng Evenk          | Mông Cổ    | thiểu số                                                     |
| Tiếng Nanai (Hezhen) | Nga        | thiểu số, ở Khabarovsk Krai                                  |
| Tiếng Nanai (Hezhen) | Trung Quốc | thiểu số, ở tỉnh Hắc Long Giang                              |

## Ngữ hệ Ural
| Tiếng          | Nước      | Mức độ                                                      |
| -------------- | --------- | ----------------------------------------------------------- |
| Tiếng Estonia  | Estonia   | chính thức                                                  |
| Tiếng Estonia  | Phần Lan  | thiểu số                                                    |
| Tiếng Estonia  | Nga       | thiểu số                                                    |
| Tiếng Phần Lan | Phần Lan  | đồng chính thức với tiếng Thụy Điển, trừ tại Quần đảo Åland |
| Tiếng Phần Lan | Estonia   | thiểu số                                                    |
| Tiếng Phần Lan | Nga       | thiểu số                                                    |
| Tiếng Phần Lan | Thụy Điển | thiểu số                                                    |
| Tiếng Hungary  | Hungary   | chính thức                                                  |
| Tiếng Hungary  | Serbia    | thiểu số                                                    |
| Tiếng Hungary  | România   | thiểu số                                                    |
| Tiếng Hungary  | Slovakia  | thiểu số                                                    |
| Tiếng Hungary  | Áo        | thiểu số                                                    |
| Tiếng Hungary  | Ukraina   | thiểu số                                                    |
| Tiếng Sami     | Phần Lan  | thiểu số                                                    |
| Tiếng Sami     | Na Uy     | thiểu số                                                    |
| Tiếng Sami     | Nga       | thiểu số                                                    |
| Tiếng Sami     | Thụy Điển | thiểu số                                                    |

## Cácngôn ngữ biệt lập
| Tiếng            | Nước              | Mức độ                                                                                    |
| ---------------- | ----------------- | ----------------------------------------------------------------------------------------- |
| Tiếng Basque     | Pháp              | đa số ở Bắc Xứ Basque                                                                     |
| Tiếng Basque     | Tây Ban Nha       | đồng chính thức với tiếng Tây Ban Nha ở Xứ Basque và 1 phần ở Navarra                     |
| Tiếng Triều Tiên | CHDCND Triều Tiên | chính thức                                                                                |
| Tiếng Triều Tiên | Hàn Quốc          | chính thức                                                                                |
| Tiếng Triều Tiên | Trung Quốc        | chính thức, đồng chính thức với tiếng Trung ở Khu tự trị người Triều Yanbian tỉnh Cát Lâm |
| Tiếng Triều Tiên | Hoa Kỳ            | không chính thức - thiểu số                                                               |
| Tiếng Triều Tiên | Brasil            | thiểu số                                                                                  |
| Tiếng Triều Tiên | Nhật Bản          | thiểu số                                                                                  |
| Tiếng Nihali     | Ấn Độ             | thiểu số, ngôn ngữ có nguy cơ tuyệt chủng                                                 |